# Historie železniční dopravy v Česku

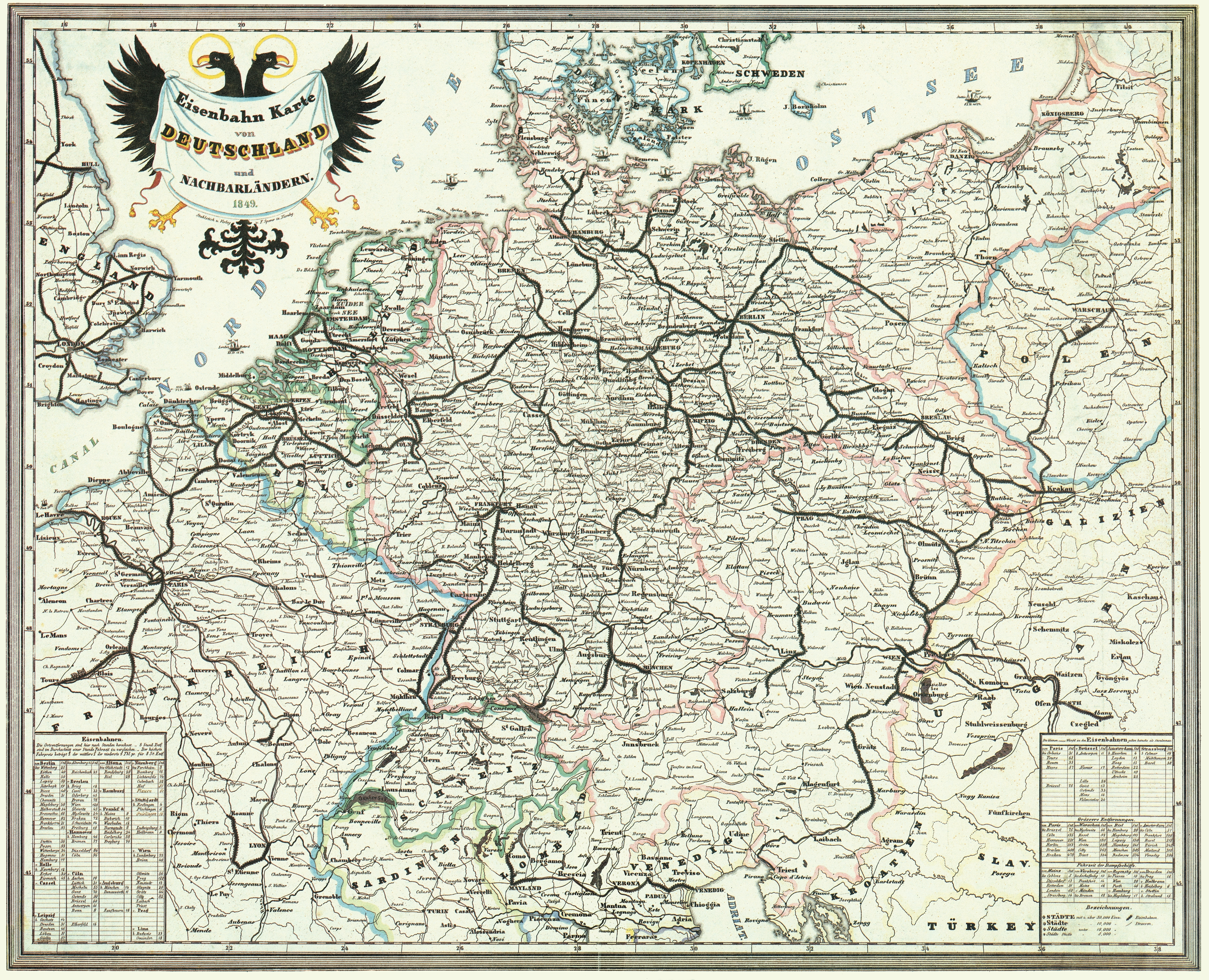
Mapa evropské železniční sítě z roku 1849. Můžeme na ní vidět rozvinutou síť tratí v německých zemích a Prusku a podstatně řidší síť v Rakouském císařství. Mezinárodní spojení bylo možné po trati Severní dráhy přes Prusko. Na mapě je zakreslena koněspřežná dráha z Českých Budějovic do Lince a z Prahy do Lán. Slabší čarou je znázorněna trať z Prahy do Drážďan, která byla v té době ve výstavbě

Historie železniční dopravy v České republice se začala psát od 20. let 19. století a navazuje na historii obchodních cest. Železnice byly budovány primárně pro nákladní dopravu, přičemž se střídala období, kdy byly budovány a provozovány komerčními subjekty, s obdobími zestátňování, státních investic či státní podpory.
V Česku bylo v roce 2008 celkem 9578 km veřejných železničních tratí a velký počet vleček.

## Koněspřežné dráhy

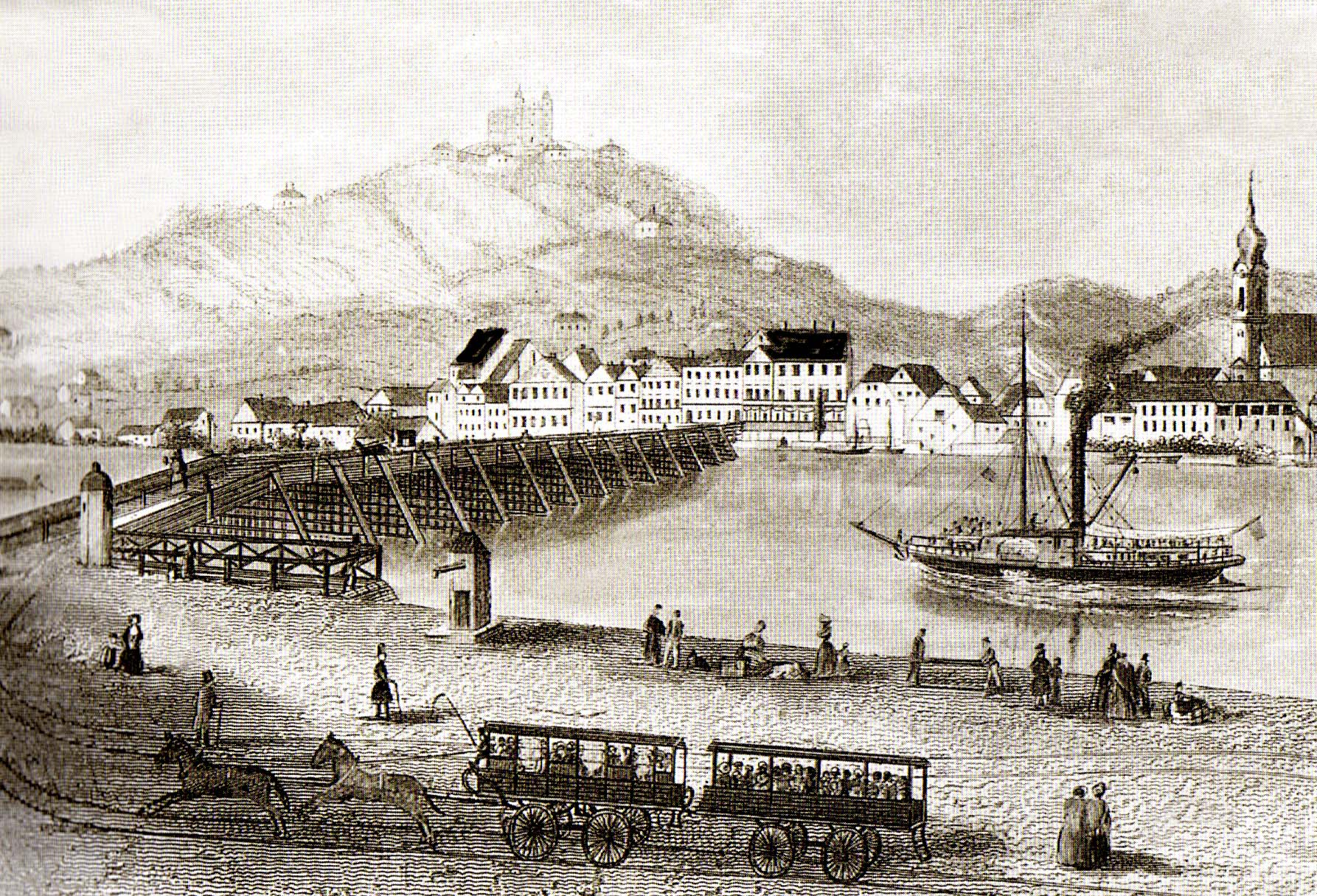
Most koněspřežné dráhy z Českých Budějovic v Linci

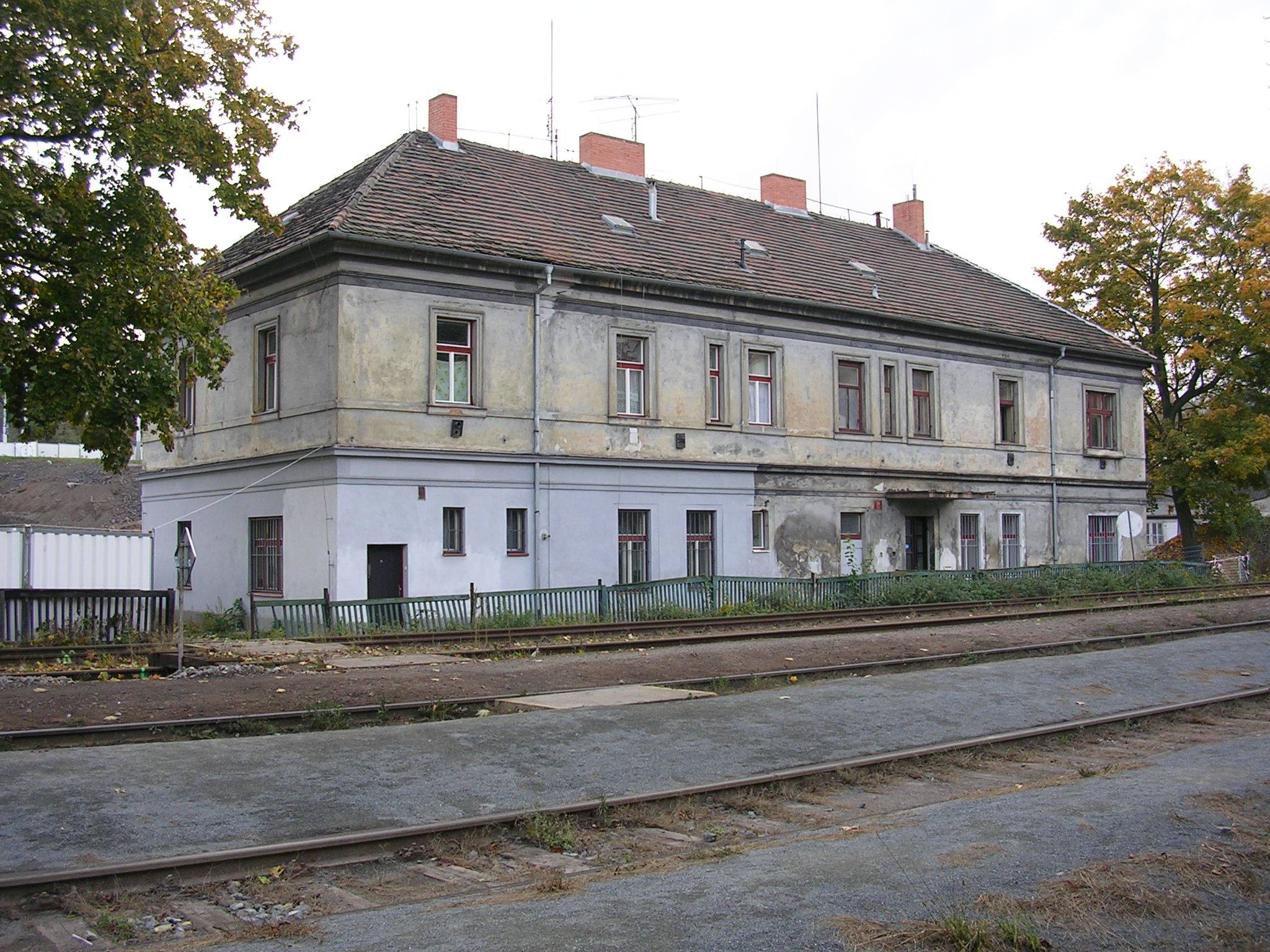
Budova bývalého nádraží Praha-Bruska, která je v prostoru stanice Praha-Dejvice), byla vybudovaná původně pro koněspřežnou dráhu. Je to nejstarší železniční budova na území Prahy.

První železniční tratí v Českých zemích byla koněspřežná železnice Linec – České Budějovice, jejíž první část (včetně celého českého úseku) byla zkušebně uvedena do provozu v září 1827
(česká část měřila 63 km). Lánská koněspřežka (celková délka 51 km) byla v provozu od jara 1830 (zkušební úsek již v roce 1828). Tyto dvě železnice, obě o rozchodu 1106 mm, jsou uváděny jako dvě nejstarší veřejné železnice na kontinentální Evropě
(první veřejnou železnicí na světě byla roku 1821 koněspřežka Stockton – Darlington v Anglii, od roku 1825 s parním provozem). Z meziměstské železniční dopravy pak tato animální trakce ustoupila. V 60. a 70. letech 19. století byly i obě stávající koněspřežky nahrazeny parostrojními drahami, ale prakticky do sklonku 19. století si udržovala své místo v tramvajové dopravě, na vlečkách a průmyslových a lesních železnicích.

## První parostrojní železnice
Na přelomu 30. a 40. let 19. století zahájila výstavbu parostrojních železnic soukromá společnost Severní dráha císaře Ferdinanda (KFNB), za níž stál zejména vídeňský bankéř Salomon Mayer Rothschild a další vídeňští bankéři. Úsek Vídeň – Břeclav byl zprovozněn 6. června a odbočka Břeclav – Brno 7. července 1839, roku 1841 úsek Břeclav – Přerov a odbočka Přerov – Olomouc. V srpnu 1842 byl otevřen úsek z Přerova do Lipníka nad Bečvou, v květnu 1847 do Bohumína a v září 1848 byla trať na severu v Annabergu (dnes Chałupki) napojena na pruskou železniční síť.
V roce 1841 se do výstavby nových železnic po pruském vzoru vložil stát. 23. prosince tohoto roku bylo ve Vídni zřízeno generální ředitelství státních drah. Takto postavené úseky jsou známy pod názvem Severní státní dráha. V srpnu 1845 byla zprovozněna trať Olomouc – Praha o délce 250 kilometrů. Roku 1849 byla zprovozněna spojovací trať Brno – Česká Třebová o délce 90 kilometrů, s 11 tunely. V letech 1850–1851 byla postupně dokončena státní dráha z Prahy až do Podmokel (dnes Děčín) a pak dále přes hranice do Saska. V roce 1854 však stát, jehož stav státní pokladny se neudržitelně zhoršoval neustálým zbrojením a oslabením po bouřlivém roce 1848, výstavbu vlastních železnic ukončil a ty postavené prodal soukromé Společnosti státní dráhy (StEG), ovládané francouzským kapitálem. Stát se tedy budování železnic ve vlastní režii vzdal, byl však vydán nový tzv. koncesní zákon, který umožňoval zvýhodňovat železniční podnikání garantovaným zhodnocením kapitálu, osvobozením od daní na určitý čas apod.

## Budování hlavních tratí

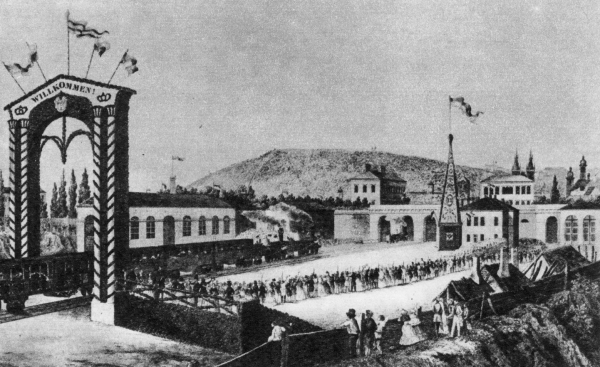
Příjezd prvního vlaku do dnešní stanice Praha Masarykovo nádraží

Po vydání koncesního zákona rychle započalo budování hlavních tratí financované soukromým kapitálem. V prvním období byly hlavním hybatelem pokroku uhelné těžařské společnosti a většina tratí tak směřovala zejména k místům těžby. Mezi prvními soukromými společnostmi tohoto období byla Buštěhradská dráha, která postavila krátkou trať z Kladna do Kralup nad Vltavou již v roce 1855. V dalších letech tato společnost zaznamenala velký úspěch, který ji postupně přivedl k rozšíření sítě vlastních tratí od Prahy až ke státním hranicím s Německem. Vznikla tak jedna z největších a finančně nejúspěšnějších dopravních firem na českém území.
O rok později zahájila provoz další krátká uhelná dráha – Brněnsko-rosická dráha, kterou ale později odkoupila Společnost státní dráhy. Oproti tomu velmi úspěšná byla Ústecko-teplická dráha, jež zahájila provoz v roce 1858 mezi Ústím nad Labem a Teplicemi. Její síť se též postupně rozrostla a vznikla tak nejvýnosnější železnice v Čechách, která se dočkala zestátnění až po 1. světové válce. V 50. letech byla vystavěna též trať Jihoseveroněmecké spojovací dráhy mezi Pardubicemi a Libercem, která byla otevřena zároveň s odbočkou ke Svatoňovickému uhelnému revíru.
V 60. letech byly již budovány tratě spojující významné průmyslové regiony jak s ložisky potřebného uhlí, tak s místy odbytu nebo obchodní výměny. Byla to Česká západní dráha mezi Prahou, Plzní a bavorskými hranicemi ve Furth im Wald. Turnovsko-kralupsko-pražská dráha, která vytvořila další spojení průmyslově vyspělého Liberecka s uhelnými ložisky na Kladensku. Sítě svých drah rozšiřovaly i KFNB a StEG. Na Chebsku vzniklo několik tratí německých společností.
V období konjunktury po zotavení z prohrané Prusko-rakouské války se díky přívalu kapitálu rozběhla celá řada projektů, z nichž mnohé sázely spíše na budoucí průmyslové oživení regionů, kterými procházely, než že by skutečně efektivně spojovaly místa se zaručeným odbytem. Mezi jednoznačně úspěšné projekty této stavební horečky lze zařadit rozsáhlou síť tratí Rakouské severozápadní dráhy nebo úsporněji budované tratě České severní dráhy. Roku 1872 propojením pražských nádraží vznikl pražský železniční uzel. Většina tratí byla budována soukromými společnostmi s výjimkou státní tratě Protivín – Zdice – Rakovník o délce 147 km. Celkem v tomto období vzniklo na území dnešní České republiky 3500 km tratí, vrcholem byl rok 1871, kdy bylo za jediný rok uvedeno do provozu 791 km nových tratí.
Po krachu na vídeňské burze v květnu 1873 se však řada soukromých společností dostala do finanční tísně. Projevilo se tak přehřátí ekonomiky vzniklé zvláště na začátku 70. let v návaznosti na extrémní růst ekonomiky v sousedním Německém císařství. Poté byly již jen dokončovány započaté projekty. Byly i projekty, jež se dokončit nepodařilo. Mezi ně patřila trať Moravsko-slezské centrální dráhy mezi Opavou a Trenčínem, jejíž torzo lze spatřit v krajině dodnes[kdy?].

## Nová státní dopravní politika po roce 1877

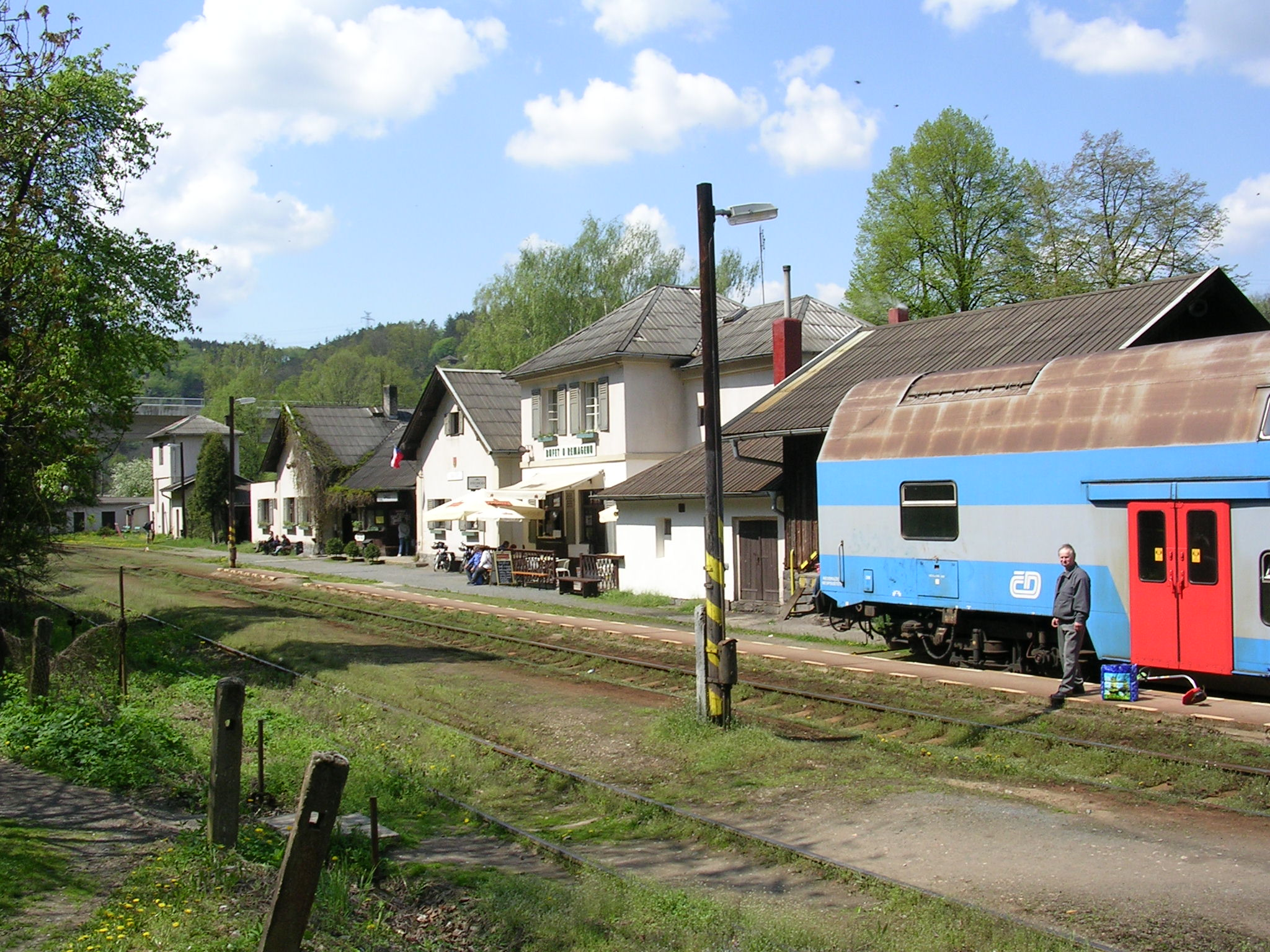
Malebné nádraží v Davli na regionální trati z Prahy do Čerčan. Je to jedna z mnoha nádražních budov vybudovaných během železniční horečky, která propukla po přijetí zákona o lokálních drahách po roce 1880

Situace po krachu na vídeňské burze, který odstartoval prakticky celosvětovou hlubokou hospodářskou krizi, donutila stát, aby přehodnotil svůj dosavadní přístup k budování železniční infrastruktury v zemi. Pokud totiž dráha nedosahovala dostatečného zisku na dotčených tratích, stát doplatil rozdíl tak, aby bylo dosaženo koncesními podmínkami zaručeného minimálního zisku. Většina vybudovaných tratí měla tuto výsadu a firmy, které je vlastnily, se obvykle snažily tuto výhodu využít. Tyto doplatky tak např. v roce 1876 v rakouské části monarchie stály státní pokladnu 25 milionů zlatých. A to se státu zdálo hodně.
Nelze opominout, že stav železniční sítě nevyhovoval ani armádě, jelikož úsporně budovaná infrastruktura, kde svou roli hrál monopol železnic nad většinou nákladní dopravy a dálkovou dopravou osobní, taková infrastruktura se vyznačovala nízkou přepravní kapacitou a nízkou rychlostí nákladních vlaků, což při případném válečném konfliktu mohlo sehrát klíčovou úlohu. To se také později potvrdilo během 1. světové války.
Dalším důvodem k omezování soukromého podnikání na železnici byly i neustálé stížnosti podnikatelů i samotných občanů na často nevybíravou tarifní politiku mnohých firem. Kvůli těmto příčinám byl v roce 1877 schválen tzv. sekvestrační zákon, který umožňoval převzetí soukromých společností státem, pokud tyto společnosti dlouhodobě vykazovaly ztrátu.
Ke státní strategii též patřilo využívání koncesních podmínek k tomu, aby i ziskové společnosti se postupně dostaly do státního vlastnictví, pokud to podmínky udělených privilegií a koncesí umožňovaly.

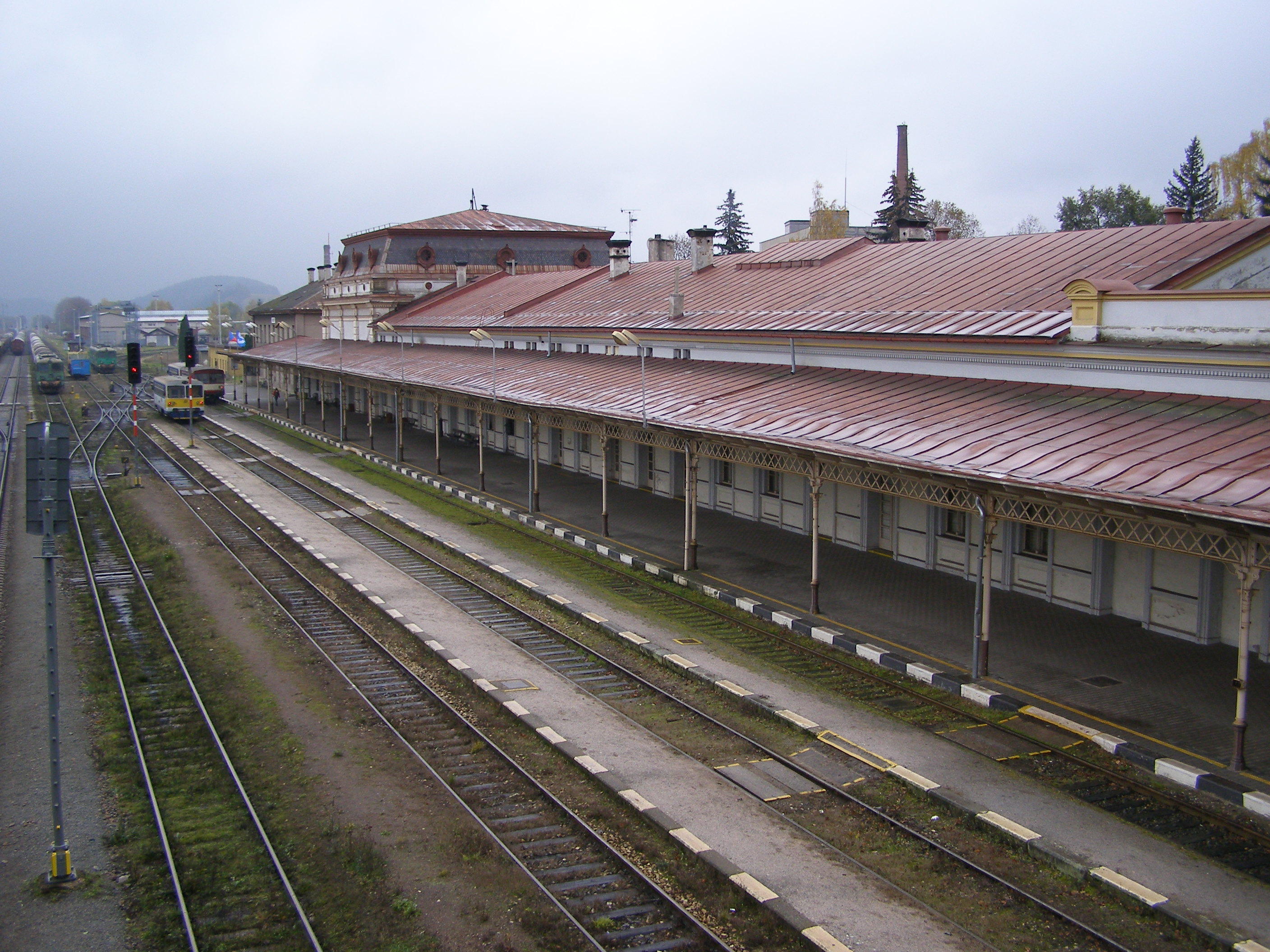
Rozlehlá budova nádraží v Meziměstí připomíná nenaplněné plány na spojení Budapešti s Berlínem. Tato budova se jeví jako značně předimenzovaná pro skomírající osobní dopravu. V nákladní dopravě má dnes zdejší hraniční přechod do Polska význam spíš jako odklonová trasa

Zestátňování velkých železničních firem proběhlo ve dvou vlnách, kdy v té první se týkalo zejména firem ztrátových, jako byla Dráha císaře Františka Josefa nebo Moravsko-slezská centrální dráha, mezi nimi se však našly i některé ziskové firmy, např. Česká západní dráha. Tato vlna probíhala v letech 1884–1895. Poté nastala v souvislosti s horším stavem státních financí několikaletá přestávka. Druhá vlna přišla v letech 1906–1909, kdy byly státem převzaty i tehdejší skuteční železniční obři jako byla Společnost státní dráhy, Severní dráha císaře Ferdinanda, Rakouská severozápadní dráha a další. Z velkých firem v rukou soukromého kapitálu zůstaly pouze tři, které se tak dočkaly První republiky – byly to Buštěhradská dráha, Ústecko-teplická dráha a Košicko-bohumínská dráha. Rakouský stát provozoval své železnice pod státní firmou označovanou jako Kk.StB. Očekávání lidí i průmyslu, že na zestátněných železnicích budou nižší přepravní tarify se však příliš nenaplnilo. Zlevnění jízdného i dovozného bylo obvykle jen velmi mírné, výraznějšího zlevnění se dočkali jen uživatelé některých místních drah, kde byly předtím ceny vyšší.
Po dobudování sítě hlavních tratí převažovala poptávka po výstavbě místních (lokálních) drah, o něž usilovala zejména města, přes která nevedly trasy hlavních tratí. V letech 1873–1875 byly schváleny protikrizové zákony, z nichž se železnic týkal výnos ministerstva obchodu z roku 1875, který stavitelům místních drah přinesl řadu technických i hospodářských úlev. Po vydání prováděcího nařízení byly do roku 1879 vybudovány první 3 lokální tratě na území dnešní České republiky (Nové Sedlo u Lokte – Loket, Chodov – Nejdek, Čáslav – Závratec) a 9 dalších v jiných částech Předlitavska. S každou žádostí o koncesi takové místní dráhy musel být vydán speciální zákon, který stanovoval podmínky k výstavbě té jedné konkrétní dráhy. Roku 1880 byl vydán zákon o výstavbě místních drah, tzv. Lokálkový zákon, který pro lokální dráhy poskytoval řadu úlev v technické, právní i správní oblasti a zvýhodňoval soukromé koncesionáře nových vedlejších drah.
Ještě v roce 1880 byly vydány koncese na 100 km vedlejších tratí, roku 1881 již něco přes 500 km. V následujících letech získala převažující vliv na většině lokálních tratí společnosti StEG a KFNB (StEG získala majoritní podíl v Českých obchodních drahách s rozsáhlou sítí jejich tratí). V dalších letech byly vydávány nové, nahrazující zákony, které podmínky pro stavbu a provoz těchto tratí dále upravovaly. Měnily především možnosti, jakým mohl stát a jeho instituce, včetně zemských výborů tyto tratě finančně podporovat. Finanční a technické úlevy pro lokální dráhy byly natolik atraktivní, že v dlouhém období prakticky nebyly budovány jiné dráhy než lokální.
Místní dráhy budovaly společnosti provozující hlavní tratě, které tak stavěly odbočky ze svých stanic k přilehlým regionům, kde hledaly možnosti k rozšíření svých zisků. Někdy byl požadavek na stavbu místních drah dán i podmínkami koncese pro velké společnosti.
Budovaly je nově vzniklé větší firmy, jež se zaměřovaly přímo na stavbu či provoz místních drah, ale i malé akciové společnosti, které často jen investičně zajistily konkrétní trať a staly se jejím vlastníkem, ale provoz od počátku smluvně předaly jiné firmě, a to buď té, z jejichž stanice trať vycházela, nebo později rovnou státním drahám. V těchto malých společnostech měly obvykle svůj podíl místní podnikatelé nebo obce.
V červnu 1903 byla zprovozněna trať Tábor – Bechyně jako první netramvajová elektrická dráha v Česku, tu následovala roku 1911 trať Rybník – Lipno. Před první světovou válkou byla ještě dokončena elektrizace krátkého přeshraničního úseku do českého Meziměstí, která sem vedla z tehdejšího Německa.. V elektrické trakci byl též v letech 1902–1914 vybudován systém úzkorozchodných (760 mm) tratí na Ostravsku, které byly na pomezí tramvajového a železničního provozu.
Odlišně probíhal vývoj na Hlučínsku, které bylo součástí Pruska.

Během 1. světové války se rakouské železnice postupně zcela podřídily potřebám armády. Hned na začátku války došlo k zavedení tzv. válečného grafikonu, který znamenal zejména radikální omezení civilní osobní dopravy. Železnice byla již před válkou soustavně připravována pro potřeby případného vojenského konfliktu. Očekávání armády, že se stane výkonným a spolehlivým partnerem vojenské mašinérie, však splněno zdaleka nebylo. Ke konci války se železnice v monarchii nacházela již ve stavu naprostého rozvratu, který nezachránila ani její militarizace v roce 1917 (převedení pod přímou vojenskou správu).

## Železnice za první republiky

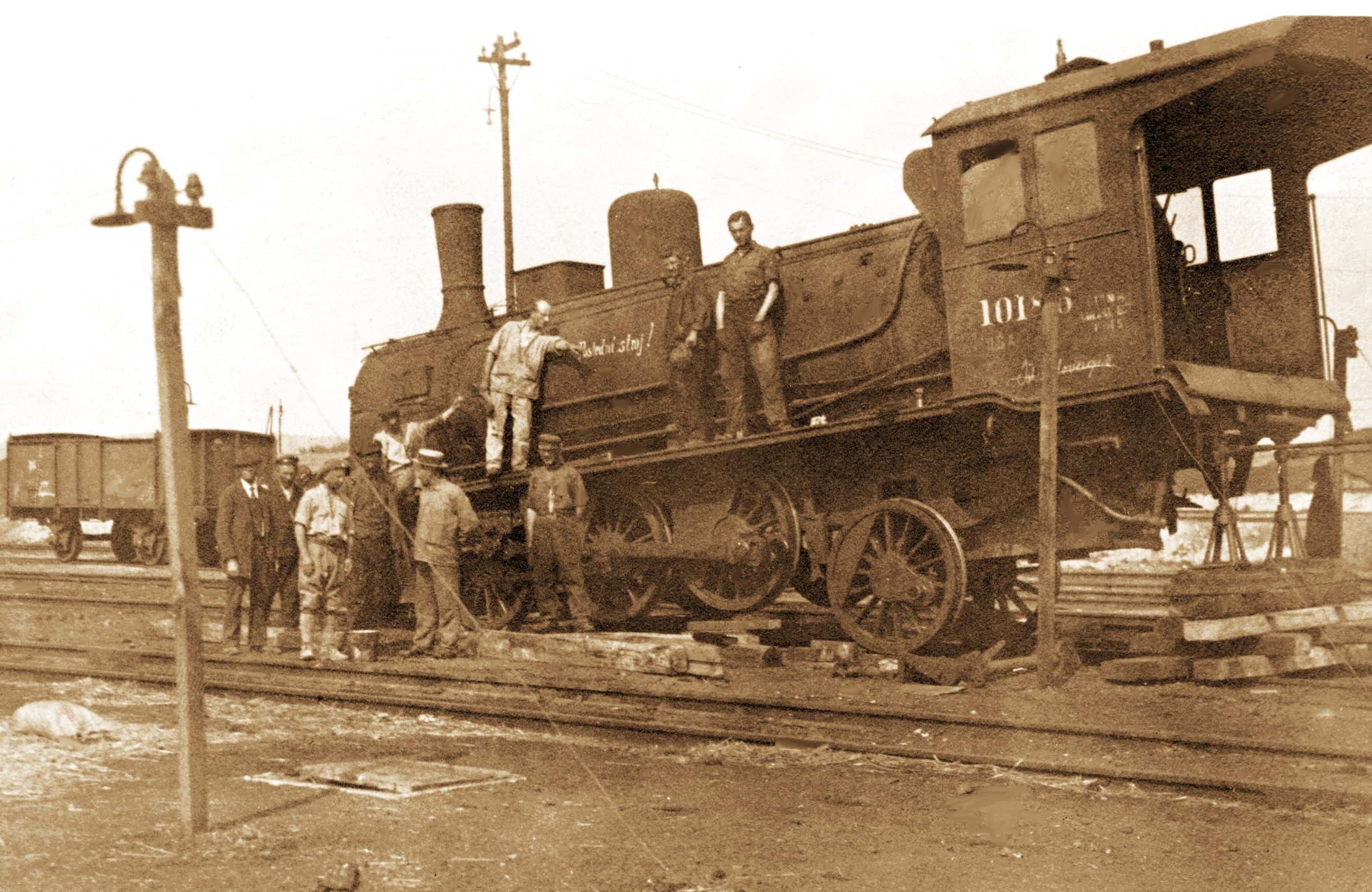
Poslední lokomotiva G 7.2 převzatá v Is-sur-Tille v srpnu 1919

Po první světové válce, zániku Rakousko-Uherska a vzniku Československa převzal iniciativu opět stát, tentokrát československý. 30. října 1918 vznikly Československé státní dráhy a byl jmenován jejich generální ředitel, Ing. Jan Bašta. Vznik ČSD byl spojen se zmatenou poválečnou situací, kdy v souvislosti se snahou některých českoněmeckých politiků o odtržení pohraničních regionů od vznikajícího Československa, se v těchto regionech utvářela zvláštní oblastní železniční ředitelství, snažící se podpořit provázanost těchto regionů s Německým Rakouskem. Existence těchto úřadů se však počítala na dny. Počátkem roku 1919 vzniklo ministerstvo železnic.
27. června 1919 byl pod č. 373/1919 Sb. přijat zákon k výstavbě místních drah, rozsah podle něj vzniklých tratí byl však minimální. V prosinci 1920 byl přijat zákon č. 690/1920 Sb., na jehož základě se mohlo ministerstvo železnic ujmout na účet koncesionáře správy na jakékoliv železnici, která slouží veřejné dopravě. Na začátku dvacátých let byly zestátněny Ústecko-teplická a Buštěhradská dráha, kde kromě státního zájmu na zestátnění hrála roli i ekonomická situace firem, jež byly zdevastovány válkou. Zákonem č. 156 Sb. z 25. června 1925 bylo zestátněno 48 drah garantovaných státem a zemí Českou. V této době mnohé firmy vlastnící místní dráhy dlužily již státu částky z úhrady za provoz, které převyšovaly i vlastní hodnotu jejich majetku. Poté ještě zbyly v nestátním vlastnictví dvě hlavní dráhy (Košicko-bohumínská a Ostravsko-frýdlantská – ty však pouze vlastnily infrastrukturu, ale vlastní dopravu neprovozovaly) a 57 soukromých místních drah ve státním provozu. Nové tratě byly budovány zejména na Slovensku a k výkonnějšímu propojení českých zemí se Slovenskem. Začalo se i se zdvojkolejňováním tratí, například v úseku Praha – Zdice nebo Brno – Veselí nad Moravou. Tyto úpravy sítě byly vynuceny změnami státních hranic, kdy dosavadní síť byla orientována v Čechách a na Moravě k Vídni, jakožto hlavnímu městu Předlitavska a na Slovensku a Podkarpatské Rusi k Budapešti, tedy hlavnímu městu Zalitavska. Nová Československá republika byla však orientována ve směru východ–západ, a spoje mezi Čechy a Slovenskem pak byly už zcela nedostatečné. Kromě budování tratí nových však železnici na začátku 30. let postihlo i rušení některých málo využívaných tratí.

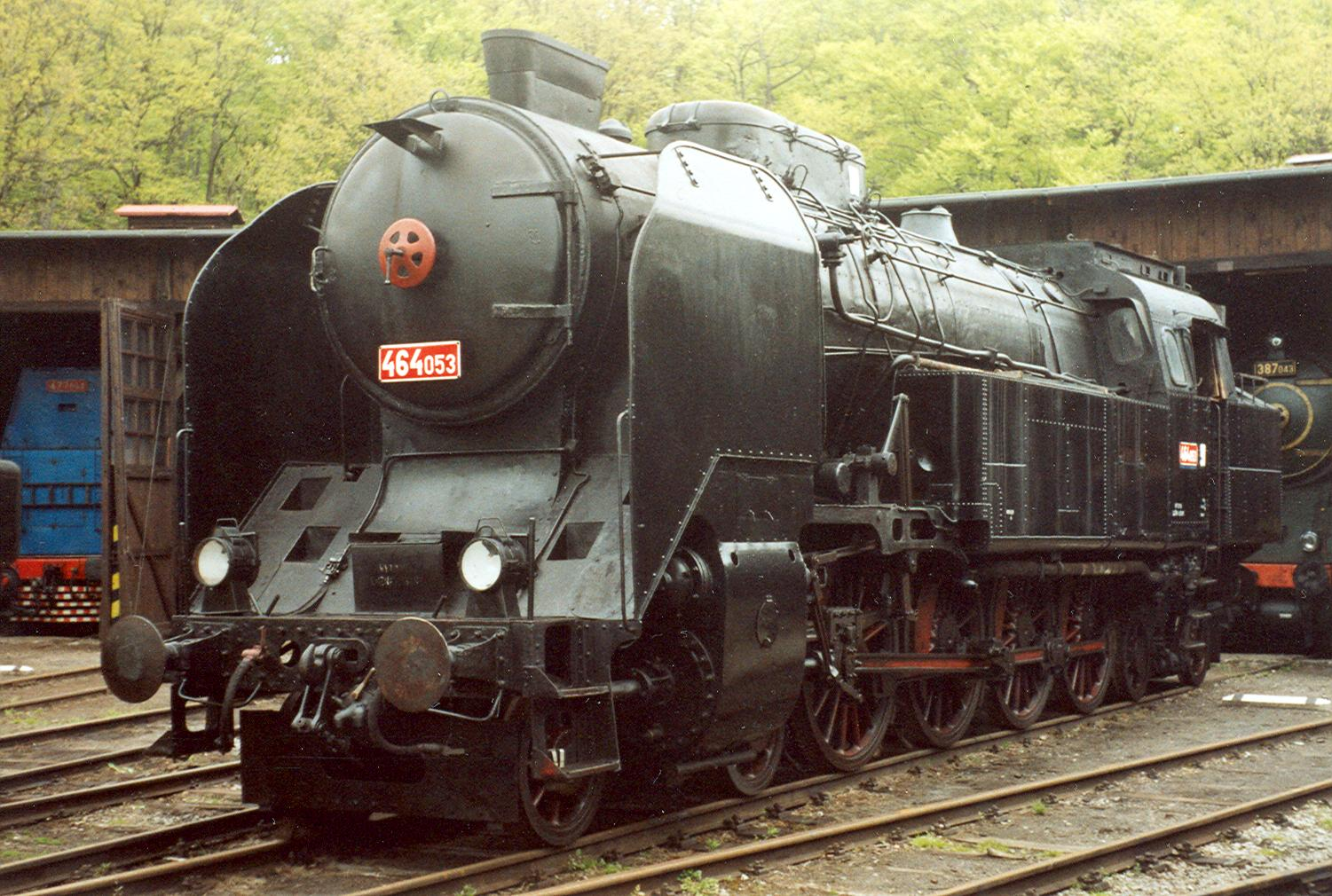
Lokomotiva řady 464.0 byla jedním z nových typů určených pro dopravu těžších osobních vlaků

ČSD zdědily po bývalých Rakouských státních drahách a Maďarských královských drahách park parních lokomotiv, který byl značně nejednotný jak nedávno proběhlým zestátněním velkých firem, tak i válkou. Státní dráhy tedy byly nuceny modernizovat zastaralé stroje ve snaze dosáhnout větší hospodárnosti jejich provozu, tak i objednávaly stroje nové. Hned na začátku roku 1919 se také železniční správa ucházela o možnost získat část říšskoněmeckých lokomotiv z kořisti Dohody. K nákupu lokomotiv přispěla situace na Slovensku, kam v březnu 1919 vtrhla Uherská revoluční armáda. Když pak po zásahu mocností Dohody ustoupila zpět, vzala s sebou i lokomotivy, které tam předtím vedení ČSD předisponovalo na výpomoc z historických zemí. Ministerstvo železnic s podporou americké půjčky odkoupilo celkem 92 strojů pruských řad G 5, G 7, G 8 a G 10, poslední dvě řady již na přehřátou páru. Stroje soustředěné v americkém vojenském táboře v Is-sur-Tille nedaleko Dijonu tam byly převzaty a opraveny v období červen–září 1919.
Mezi významnými novými lokomotivními řadami těchto let se nalézají rychlíkové stroje 387.0 známé pod přezdívkou Mikádo, nebo velké nákladní lokomotivy řady 534.0. Nejvýkonnější meziválečnou rychlíkovou lokomotivou byla 486.0. Všechny tyto a celá řada dalších typů nových lokomotiv patřila mezi tehdejší špičku v oboru, jelikož výrobci mohli těžit z mnohaletých zkušeností s vyspělou strojírenskou výrobou na území bývalé monarchie. Parní lokomotiva byla v této době neohroženým vládcem většiny železničních výkonů, přesto se již začínalo blýskat na nové časy.
První pokusy o použití motorových vozů na českém území sice proběhly již v roce 1902, ale tím také tehdejší motorizace skončila. Situace na místních drahách se však brzy ukázala jako neúnosná. Vozba samostatných osobních vlaků s několika cestujícími byla velmi ztrátová, zatímco praxe smíšených vlaků (spojení nákladního a osobního vlaku do jednoho) zase byla příčinou extrémně dlouhých jízdních dob a velkých zpožděních, jež nezřídka překračovaly jednu hodinu. Proto byl oživen vývoj nových motorových vozů, které vyžadovaly méně nákladnou údržbu, navíc za jízdy potřebovaly pouze strojvedoucího, nebylo třeba topičů. První meziválečné motorové vozy se tak dostaly do provozu roku 1925 na trati Zaječí – Hodonín. Konstrukce tohoto prvního vozu zcela vycházela ze silničních autobusů, což přinášelo nevýhodu řídícího stanoviště jen na jedné straně vozu. Brzy se proto objevily už zcela originální železniční motorové vozy, které se záhy rozšířily v celé síti našich drah, a to i v souvislosti s klesajícím počtem cestujících a sílící automobilovou konkurencí během hospodářské krize 30. let. V roce 1932 tak motorové vozy na místních drahách již úplně dominovaly. V této době se též začala uplatňovat vize motorizace i části dálkové dopravy. Kromě některých jiných spojů, např. mezi Prahou a Plzní, se v roce 1936 vydaly na trať mezi Prahou a Bratislavou dva motorové vozy řady M 290.0 na prestižním spoji s označením Slovenská strela. Tento nový spoj byl na dlouhou dobu nejrychlejším pravidelným vlakem mezi těmito městy.
Do roku 1928 se datuje elektrizace pražského železničního uzlu, a to stejnosměrnou soustavou 1500 V. Původní plán elektrizace byl mnohem velkorysejší, jako první delší trať pro elektrizaci bylo vybráno spojení mezi Prahou a Plzní. Nutnost úspor ve 30. letech však tento projekt, jenž ve své době rozhodně neměl jen samé zastánce, odsunula na neurčito. Meziválečná elektrizace tak zůstala právě jen u elektrizace pražského uzlu a několika různých typů československých elektrických lokomotiv nejrůznějšího určení, od těch pro posun, až po rychlíkové. Pro posun na neelektrizovaných kolejištích byly určeny lokomotivy akumulátorové. Protože pro elektrizaci prováděnou po 2. světové válce byla použita jiná napájecí soustava, nemohly tyto stroje nikdy najít plné uplatnění.

## Druhá republika a 2. světová válka

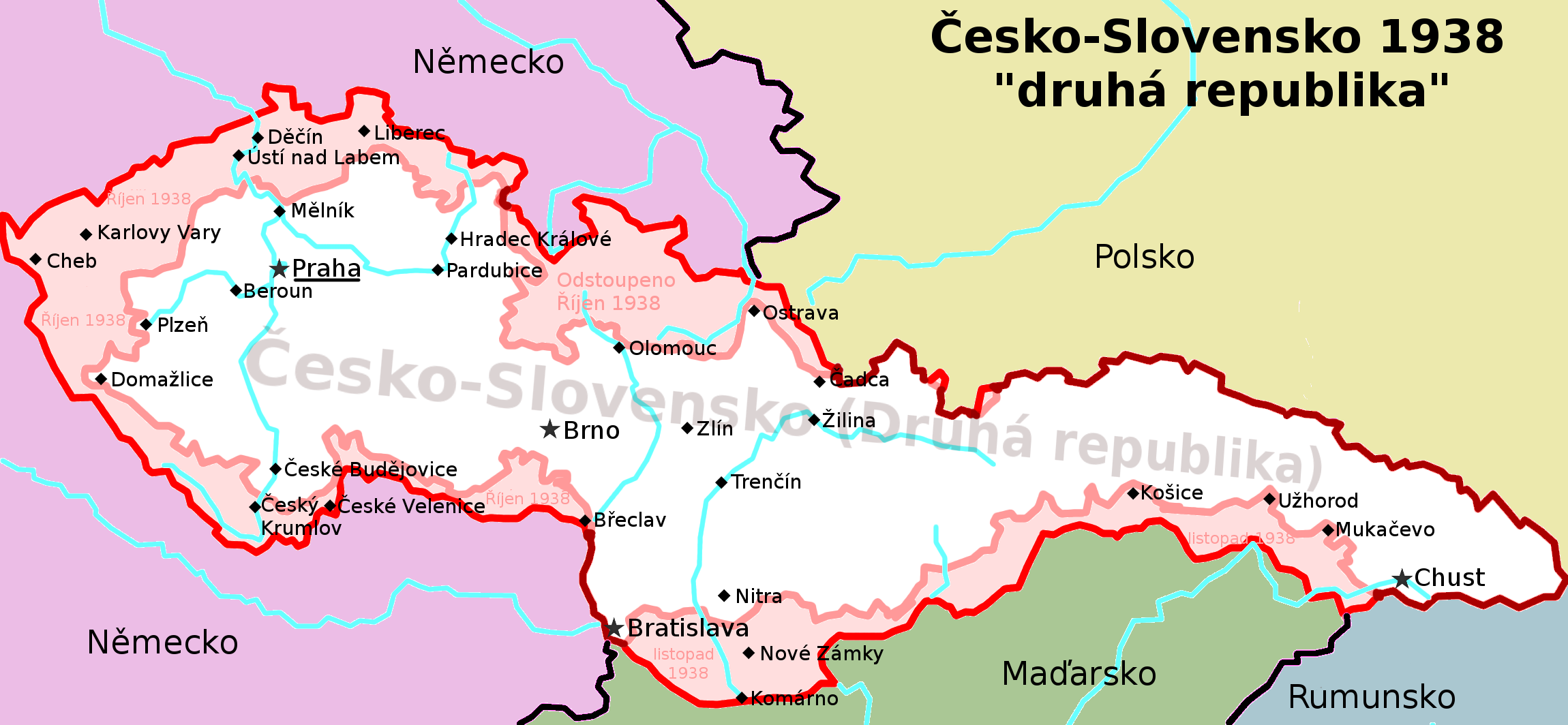
Vytyčení hranic Česko-Slovenska v roce 1938 vedlo ke zpřetrhání mnoha klíčových tratí, které na několik dní do značné míry paralyzovalo dopravu v zemi

Železnice samozřejmě asistovala už při stavbě pohraničních opevnění během 30. let, vozila vojáky na jejich pozice po vyhlášení všeobecné mobilizace, tito vojáci se pak stejnou cestou vraceli následováni stovkami tisíc českých civilistů i německých antifašistů po zabrání Sudet, byla nucena převážet miliony vojáků světové války, která se prohnala Evropou. Zásobovala vojska střelivem a technikou, v železničních vagonech mizely statisíce Židů, Romů a politicky nepohodlných osob. A také přes české území projížděly vlaky obyčejných lidí, kteří utíkali z východních oblastí německé říše před nezastavitelnou ofenzivou Rudé armády. Po tom všem nakonec zůstala železnice rozstřílená, s vybombardovanými stanicemi, zdecimovaným lokomotivním a vozovým parkem, ale také přišla o tisícovky železničářů, kteří v tomto období zahynuli. A hned po válce následovaly další transporty lidí, nejen přesuny vojsk, ale také přesun třech milionů bývalých občanů Československa.
Po přijetí diktátu Mnichovské dohody na konci září 1938, obsazení Těšínska, jižního Slovenska a části Podkarpatské Rusi a následných územních ztrátách bylo nutno během pouhých několika dní evakuovat i personál či některé technické prostředky železnic. Navíc bylo na některých tratích přistoupeno k ničení infrastruktury např. pomocí speciálních zařízení určených pro poškozování samotných kolejnic. Lokomotivní a vozový park ČSD byl ale brzy přerozdělen a příslušná část českých vozidel putovala zpět na zabrané území, kde jezdila dál pod značkou Říšské dráhy. Po následném vytyčení hranic nového státního útvaru Česko-Slovenska se za hranicemi ocitla řada českých tratí. Horší ale bylo, že státní hranice přetínaly i tratě potřebné pro vnitrostátní provoz, což přinášelo nemalé komplikace. Tratě klíčového významu Praha – Ostrava a Praha – Bratislava byly přerušeny hned na několikrát. Přeshraniční provoz na těchto i ostatních přerušených tratích na pár dnů zcela ustal a rychlíky od Prahy musely končit v Chocni. Poté byla dohodnuta tzv. peáž, která umožnila dopravu obnovit.
K dalšímu dělení státních drah došlo 14. března 1939, kdy se od Českých zemí odtrhlo Slovensko, kde vznikly Slovenské železnice.  Podkarpatskou Rus 18. března zabralo Maďarsko a od 15. března se zbytek republiky přejmenoval na Protektorát Čechy a Morava. 13. července téhož roku byly ČSD reorganizovány do podniku s názvem Českomoravské dráhy s příslušným německým ekvivalentem. V praxi se tento podnik označoval zkratkou BMB-ČMD. Železnice zcela logicky získaly velkou pozornost válečné mašinérie, coby strategicky důležitý prostředek k zásobování vojska. Proto se záhy dostaly pod kontrolu nacistické správy např. díky tzv. dohlížitelům, což byly osoby dosazené do svých funkcí na základě jejich politického profilu, a tyto osoby pak pomáhaly udržovat železnici a její zaměstnance pod kontrolou.

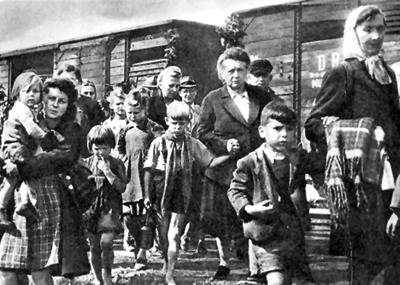
Čtyřicátá léta se na českých železnicích projevila i nekonečnou sérií nejrůznějších lidských transportů

Počátek 2. světové války se v krátké době projevil zastavením provozu motorových vozů kvůli úsporám nedostatkového benzínu a nafty. Od roku 1941 se na čelech lokomotiv objevoval symbol V, který byl odvozen od slova Victoria – vítězství. Bíle orámované nárazníky též sloužily k lepší orientaci v prostředí nočního zatemnění. Postupně také byly zastaveny stavby traťových koridorů, které měly tvořit nové vnitrostátní spojnice, jež by nemusely procházet peáží na hranicích Protektorátu.
Především v posledních letech války se množily sabotážní akce na železnici, od poloviny roku 1944 do konce války bylo partyzány v protektorátu provedeno více než 300 útoků na železniční tratě. Kromě ničení tratí partyzány šlo i o záměrně způsobované závady na železničních zařízeních, které nezřídka měly obdobný účinek jako partyzánské akce. Typický byl záměrně způsobovaný chaos v zásilkách, jimž byly vyměňovány adresy cílových stanic. Od roku 1944 se území dnešní České republiky stávalo cílem mnoha leteckých náletů, které neminuly ani železnici. Bombardování zasáhlo mnoho stanic, především významných dopravních uzlů, nebo stanic, které sousedily s významnými průmyslovými podniky. Těžce poškozeno tak bylo i nádraží v Pardubicích, kde si největší z náletů vyžádal až 200 obětí. Ještě hůře byly zasaženy stanice na území Sudet, kde byly zcela zničeny např. stanice v Chebu, Karlových Varech a další. Přímo vlaky v pohybu začaly pronásledovat speciální letadla, kterým se přezdívalo „kotláři“. Tato letadla často ničila lokomotivy za jízdy, a pokud letec nabyl podezření, že se jedná o vojenský transport, střílel potom i do vagonů vlaku. Tato taktika bohužel přinesla celou řadu omylů, kdy byly napadeny civilní vlaky a útoky si pak vyžádaly mnoho obětí.
V samotném závěru války byly na území Protektorátu stahovány prázdné i naložené nákladní vozy, aby nebyly ukořistěny Rudou armádou. Tyto vozy s nejrůznějším obsahem pak byly odstavovány nejdříve na volných kolejích železničních stanic, poté dokonce přímo na traťových kolejích mezi stanicemi. Mnohé místní dráhy byly zcela zataraseny nekonečnými řadami odstavených vagonů, a i na některých dvojkolejných tratích byla odstaveným vozům jedna kolej vyhrazena. K dalšímu velkému ničení zařízení drah došlo v květnovém Pražském povstání. Pražská nádraží se stala centry ozbrojeného odporu proti nacistickým vojskům na území Prahy. Úspěchy povstalců však byly vrtkavé a celé povstání si vybralo obrovskou krvavou daň. K největšímu masakru došlo právě v prostorách Masarykova nádraží, kde byly desítky lidí zastřeleny po jejich zajetí u zdi vozového depa. Během povstání se po kolejích středních Čech pohybovalo několik obrněných vlaků, ať už německých, nebo povstaleckých (ty povstalecké byly ukořistěny německé armádě). 8. května 1945 došlo u Nelahozevsi k souboji obrněných vlaků, kdy povstalecký vlak s pomocí dalších pěších bojovníků zčásti zničil německý vlak mířící k Praze, a jeho zbytek donutil k ústupu.

## Železnice po 2. světové válce

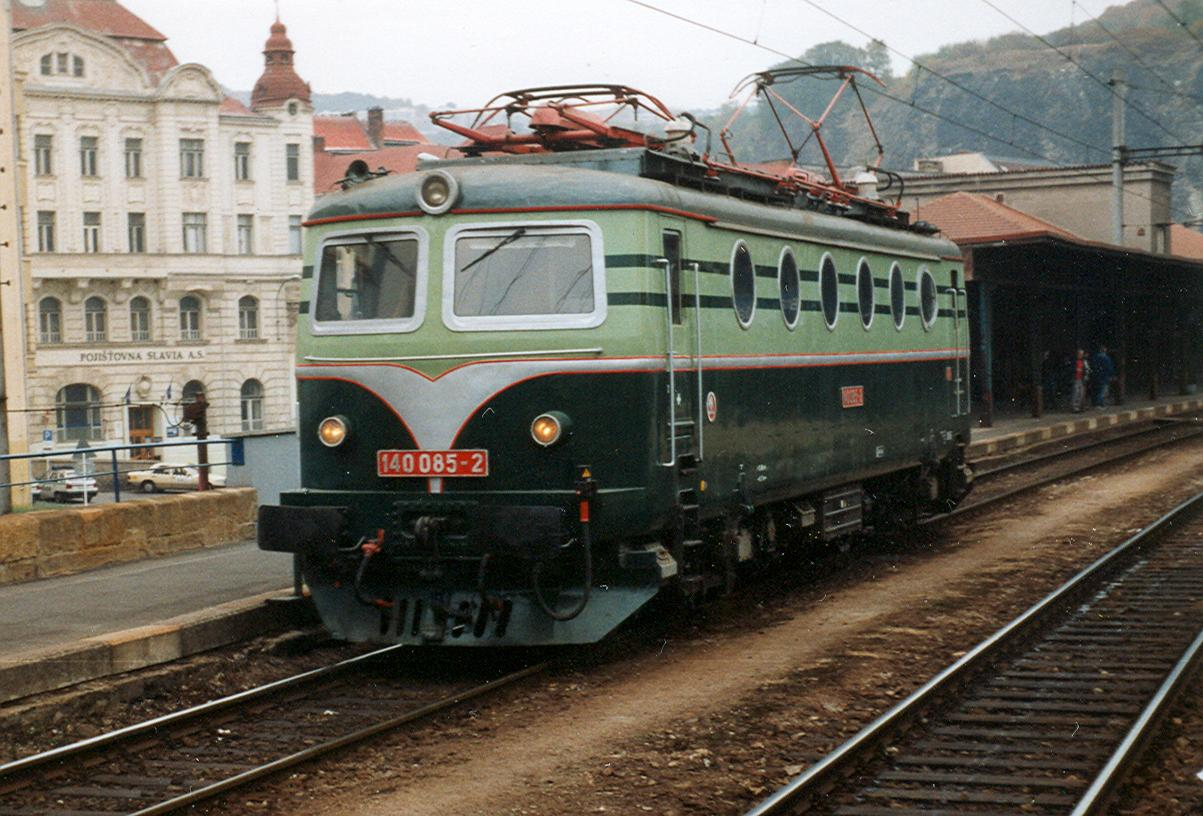
Velkým úspěchem Československého průmyslu byla tato lokomotiva řady 140, která v roce 1953 odstartovala novou éru elektrizace tratí ČSD.

Hlavním úkolem v prvních poválečných měsících bylo zprovoznění poškozených tratí. V celém Československu bylo evidováno přes tři a půl tisíce kilometrů těžce poškozených tratí. Z původních asi 94 tisíc nákladních vozů jich zbylo 17,5 tisíce. Podobná situace byla i u lokomotiv. Do konce roku se podařilo většinu tratí alespoň provizorně opravit. Ještě před Vánocemi 1945 byla pro ČSD dodána první nová parní lokomotiva řady 534.0, ačkoliv byly všechny československé lokomotivky během války vybombardovány.

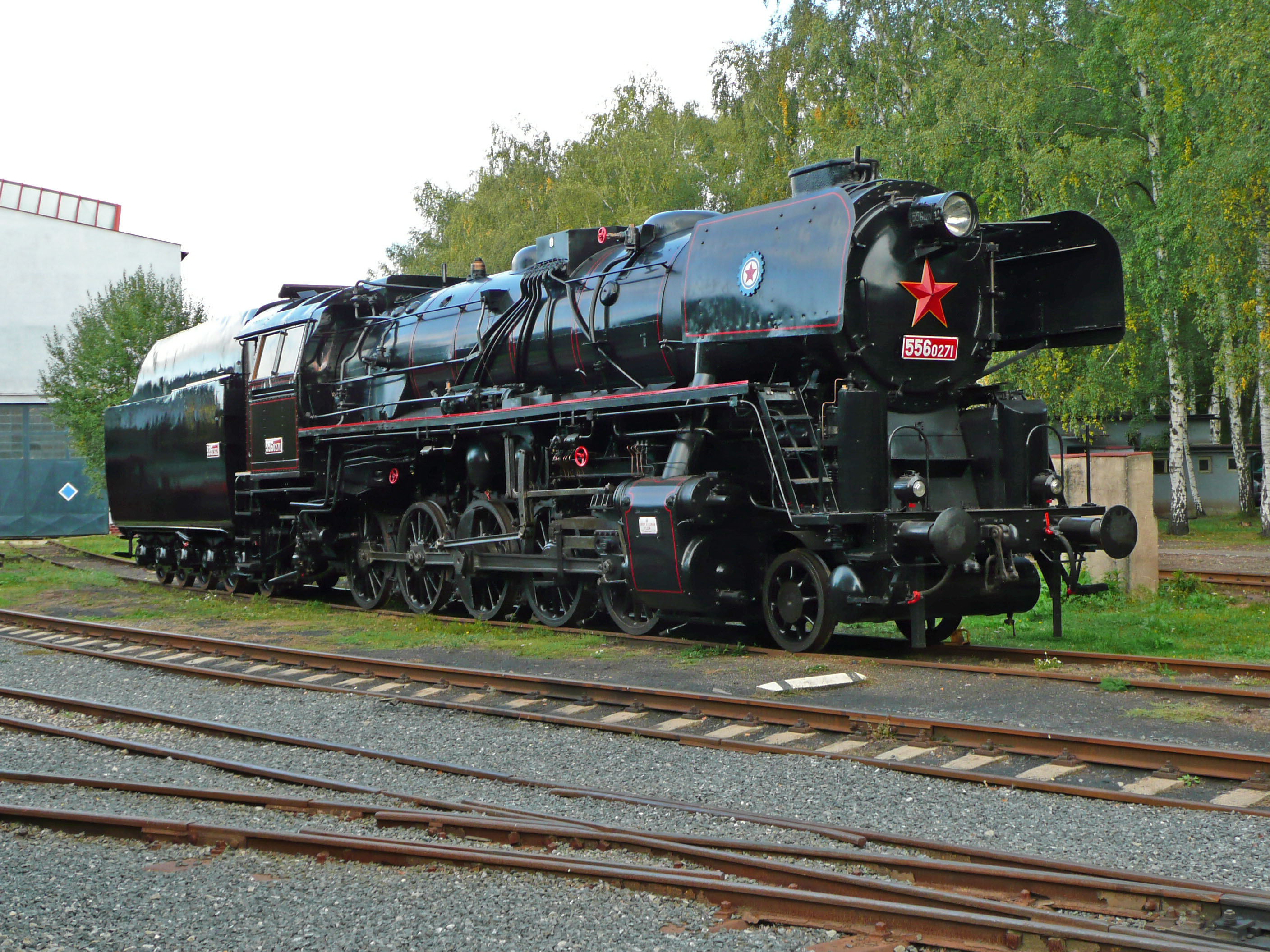
Po 2. světové válce se ukázalo, že elektrizace a motorizace tratí ČSD neproběhne tak rychle a hladce, jak se původně předpokládalo. Po válce však dráhy trápil nedostatek lokomotiv, proto vsadily na další investice do parních lokomotiv. Nejrozšířenějším typem poválečných parních lokomotiv byla tato lokomotiva řady 556.0. Přes značný výkon a tažnou sílu se vyznačovala nízkým nápravovým tlakem a tím pádem se mohla uplatnit i na regionálních tratích s nižší únosností. Byly to právě tyto stroje, které v roce 1981 zakončily parní provoz na českém území

Již v roce 1945 bylo zahájeno projektování elektrizace na Slovensku a o rok později rozhodlo československé ministerstvo dopravy o elektrizaci celé trati z Prahy do Čierné nad Tisou, plníc tak vládní nařízení o elektrizaci 1000 kilometrů hlavních tratí. Využito bylo zkušeností a projektů jak předválečných, tak projektu elektrizace železnic Slovenského státu z let 1941 - 1943. Jako napájecí soustava byl zvolen systém 3 kV stejnosměrného proudu. Objednány byly též nové elektrické lokomotivy. Ačkoliv tedy bylo projektování elektrického provozu započato v roce 1946, první úsek se podařilo předat do provozu až v roce 1955 na Slovensku, na území dnešní České republiky pak roku 1957. První exemplář elektrické lokomotivy dnešní řady 140 (tehdy E 499.0) vyjel z dnešního podniku Škoda v Plzni roku 1953. Těchto strojů bylo do roku 1958 vyrobeno 100 a další typy následovaly. Ke dni 16. května 1962 byl systém 1,5 kV v pražském železničním uzlu nahrazen systémem 3 kV.
Od roku 1963 pak byla zahájena elektrizace též ve střídavé soustavě 25 kV 50 Hz. Důvodem k zahájení elektrizace ve druhé napájecí soustavě byla tehdejší odborná neshoda na tom, který ze systémů je výhodnější. Stejnosměrná a střídavá soustava se poprvé střetly v Kutné Hoře, kde byla zřízena styková stanice. Před dodávkou prvních dvouproudových lokomotiv v 70. letech zde musely všechny vlaky přepřahat. K tomuto účelu musela být stanice značně rozšířena. Další styky proudových soustav už byly realizovány jako letmé, tzn. že hranice proudových soustav se nacházejí přímo na trati a lokomotivy schopné přejít z jednoho systému na druhý zde pouze stáhnou sběrače proudu a místo přechodu projedou setrvačností.
Komplikovanější kapitolou historie českých železnic byl vývoj nových motorových lokomotiv, s jejichž výrobou zde nebyly prakticky žádné zkušenosti. První prototyp motorové lokomotivy řady T 436.0 byl sice vyroben již v roce 1953, po němž postupně následovalo několik dalších exemplářů, ale první typ, který se dočkal delší životnosti a uplatnění byly až od roku 1959 sériově dodávané stroje dnešní řady 720 (tehdy T 435.0). V dalších letech následovalo mnoho dalších typů lokomotiv. U mnohých z nich však uvedení do běžného provozu bylo značně problematické, některé se ani sériové výroby nedočkaly. U nejvyšší výkonové kategorie traťových strojů musely nakonec vypomoci dodávky ze Sovětského svazu. Důvodem bylo i značné vytížení výrobních kapacit pro realizaci dodávek do zahraničí.

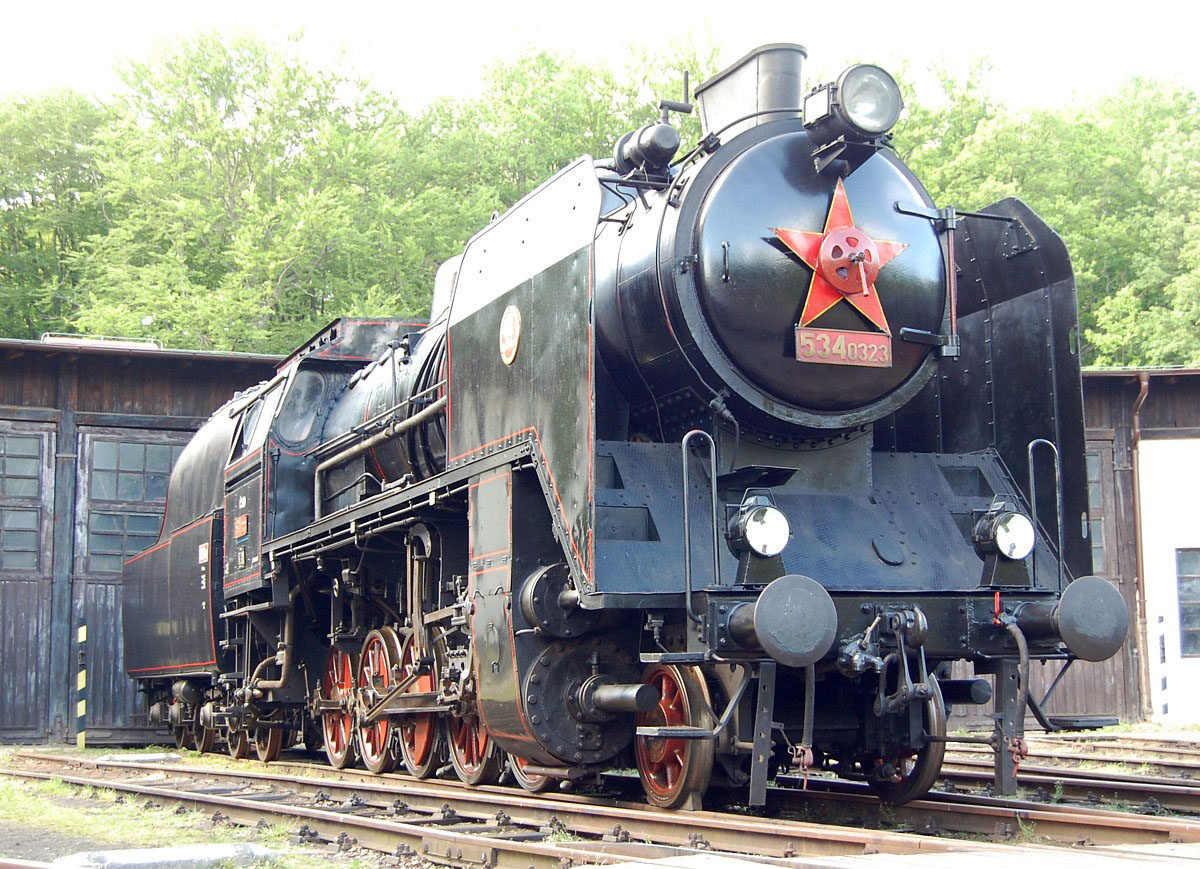
Prvními parními lokomotivami vyrobenými po 2. světové válce byla série původně předválečných strojů řady 534.0, ty nesly čísla 534.03. Rudé hvězdy na dýmničních dveřích se objevily v 50. letech

Výroba motorových vozů mohla navázat na bohatou předválečnou tradici, proto byly už od roku 1948 masově dodávány motorové vozy M 131.1, které se staly prakticky všudypřítomnými po celém Československu, především na lokálkách. Po malých a ne příliš úspěšných sériích rychlíkových motorových vozů M 284.0 a M 284.1, které byly objednány již před válkou, bylo pro dopravu lehčích rychlíků a osobních vlaků na hlavních tratích vyrobeno několik početných sérií motorových vozů dnešní řady 830 a 831 (tehdy M 262.0). Tyto vozy se ukázaly jako velice spolehlivé, pohodlné a celkově oblíbené, že se v pravidelném provozu dočkaly druhého desetiletí 21. století. V 60. a 70. letech byla vyvinuta řada dalších typů motorových vozů, ať už se jedná vozy určené pro hlavní tratě, jako byly 850 nebo 851, nebo stroje určené pro lokálky jako řada 810. Byly též vyrobeny vozy, které se objevily v mezinárodním provozu – jednalo se o dnešní řadu 853, jež byla nasazena na prestižní expres Vindobona jezdící mezi Berlínem a Vídní.
Ačkoliv představy o nástupu nových trakcí z roku 1946 byly nadmíru optimistické, realita se brzo ukázala zcela jiná. Proto se období po 2. světové válce nakonec stalo vrcholnou érou parního provozu na českém území. Ve 40. letech byly dodány nové stroje pro rychlíky a osobní vlaky – mohutné lokomotivy řady 498.0 a 475.1, v 50. letech je následovaly stroje určené pro těžké osobní vlaky 477.0, inovovaná série předchozích strojů – 498.1, až po nejvýkonnější nákladní lokomotivu - 556.0, která nakonec parní provoz i ukončila. Navržena byla i celá řada dalších typů, které se však z nejrůznějších důvodů nedočkaly realizace.
Roku 1980 byl oficiálně ukončen provoz parní trakce, ale parní lokomotivy se ojediněle udržely v provozu až do roku 1981. Zajímavé je, že lokomotivy nových trakcí byly přednostně dodávány na Slovensko, kde parní provoz reálně skončil v roce 1980.
Z nových tratí byla nejvýznamnější trať Havlíčkův Brod – Brno (1946–1953). Tato města již předtím spojovala lokálka, jejíž trasa se ale pro hlavní trať nehodila, proto byla z podstatné části opuštěna a v úseku mezi Žďárem nad Sázavou a Tišnovem byla vybudována trať zcela nová. Stavba byla původně zahájena během 2. světové války. Dále byly budovány přeložky v souvislosti s důlní činností (severní Čechy, Ostravsko) a stavbou přehrad. Na druhou stranu ale od začátku 70. let docházelo k rušení nebo zastavování osobního provozu na mnoha místních tratích.

## Od sametové revoluce po současnost

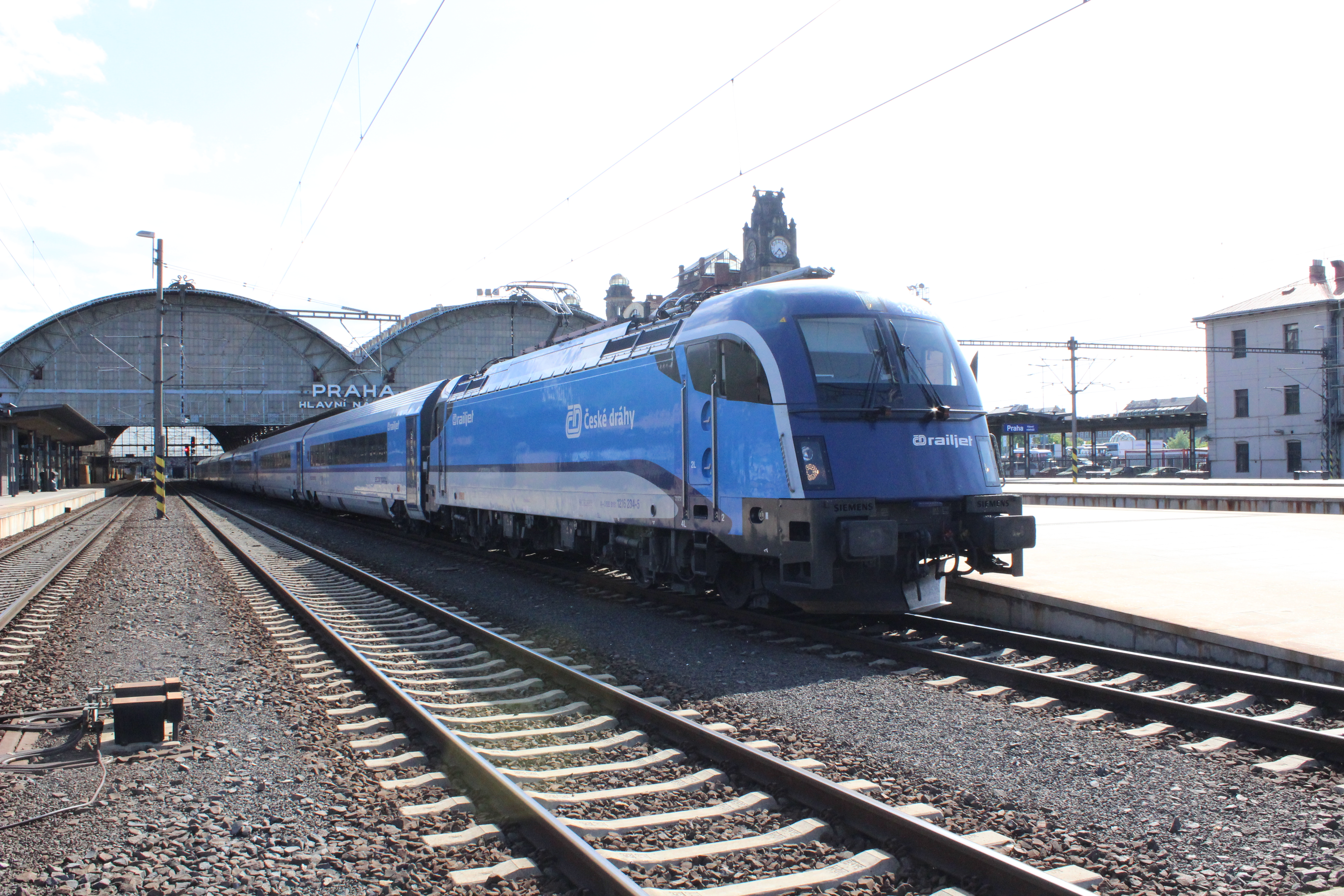
Současná souprava ČD typu Viaggio Comfort přezdívaná Railjet stojící ve stanici Praha hlavní nádraží.

Po roce 1989 docházelo k postupnému útlumu nákladní železniční dopravy a k tlaku na rušení dotovaného osobního provozu i celých tratí v málo využívaných úsecích. Některé plány počítaly s rušením většího počtu nerentabilních místních tratí, popřípadě s nabídkou tratí jiným zájemcům, pokud je stát nechtěl provozovat. V roce 1994 byl přijat nový Zákon o dráhách, 266/1994 Sb., který zavedl novou kategorizací drah a fakticky začal připravovat půdu pro konkurenci dopravců i privatizaci regionálních drah. S účinností od 1. července 1996 vláda vyčlenila 128 regionálních drah z jednotné celostátní dráhy. Regionální dráhy je možné prodat nestátnímu vlastníkovi. Rozsah privatizovaných a rušených tratí a omezování provozu byl nakonec menší, než se plánovalo. Objevují se i plány na revitalizaci osobní dopravy, zejména v okolí velkých měst vzniká linkový systém příměstské a regionální dopravy v rámci integrovaných dopravních systémů, jsou zřizovány nové zastávky.
Již v roce 1988 bylo zahájeno projektování modernizace hlavních tranzitních koridorů, na kterých měly být aplikovány rychlosti vyšší než do té doby obvyklých 120 km/h. Práce na projektu se protáhla mj. i díky listopadovému převratu roku 1989, po kterém byl projekt dále přepracován kvůli měnící se zahraničně-politické situaci, takže byl dokončen v roce 1993. Vznikla tak síť čtyř tzv. tranzitních železničních koridorů, vytyčených na tratích o délce 1442 km v návaznosti na panevropské dopravní koridory stanovené v první polovině 90. let. Tratě jsou státními náklady modernizovány na rychlost až 160 km/h, což navenek představuje hlavně budování protihlukových stěn, napřimujících přeložek některých úseků a přestavbu stanic, nástupišť, výstavbu mimoúrovňových křížení místo přejezdů atd. S modernizací těchto tratí se začalo v roce 1993 na I. koridoru v části mezi Prahou a Českou Třebovou. Finančně náročnější přeložky nebo zcela nové tratě (například tunelová vysokorychlostní trať Praha – Beroun nebo takzvaný pátý koridor Praha – Liberec) jsou ve fázi předběžných studií či úvah. Existují také různé plány na výstavbu nových regionálních tratí, ale zatím se žádný z těchto plánů neblíží realizaci.

## Galerie

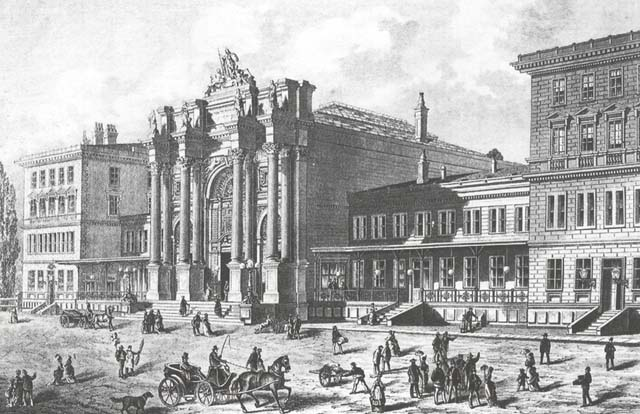
Výstavní budova pražského nádraží Rakouské severozápadní dráhy v Praze, dnes[kdy?] známého pod názvem Praha-Těšnov, byla v březnu 1985 odstřelena
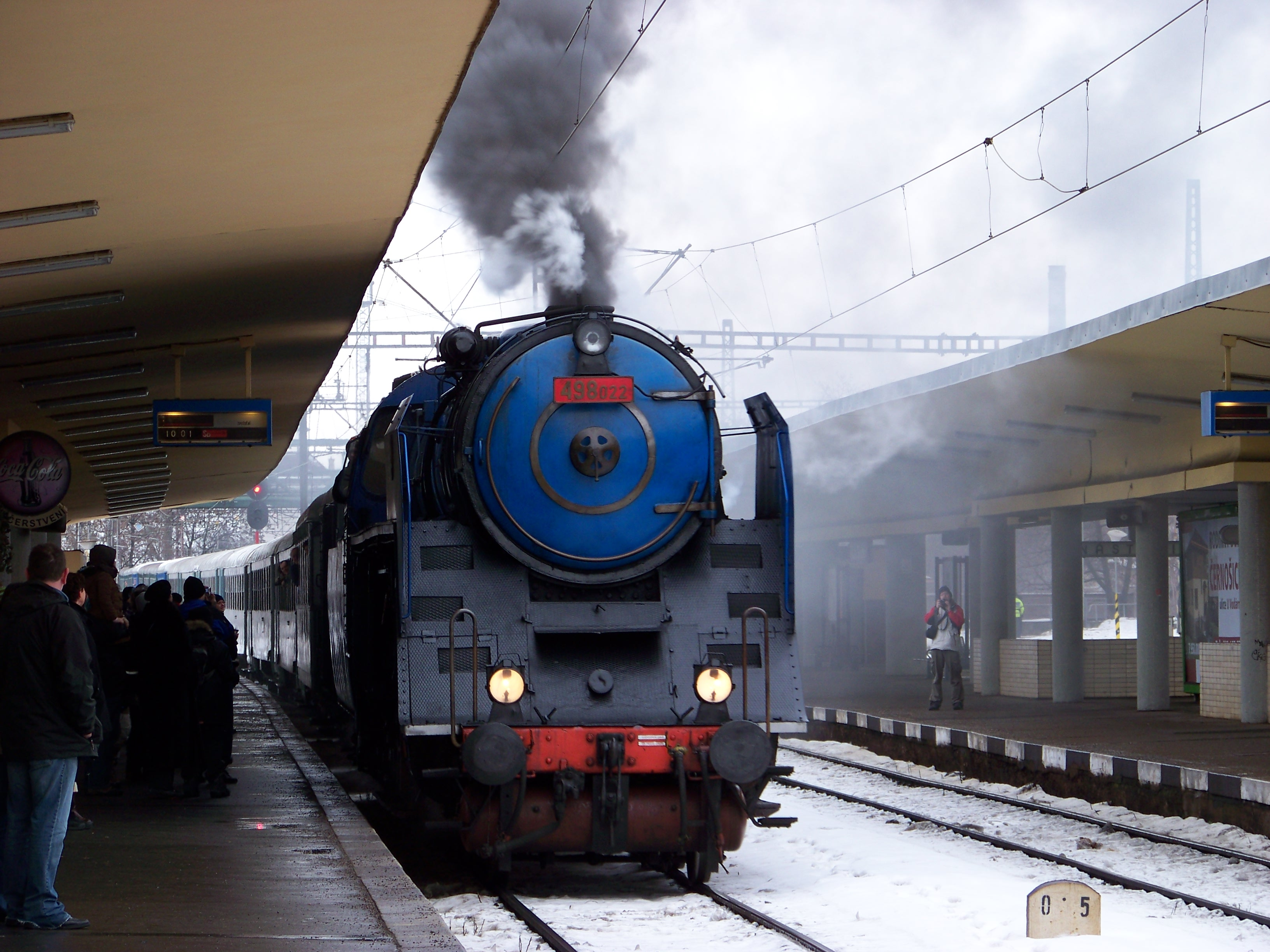
Poválečná rychlíková lokomotiva řady 498.0 v čele nostalgického vlaku na Smíchově
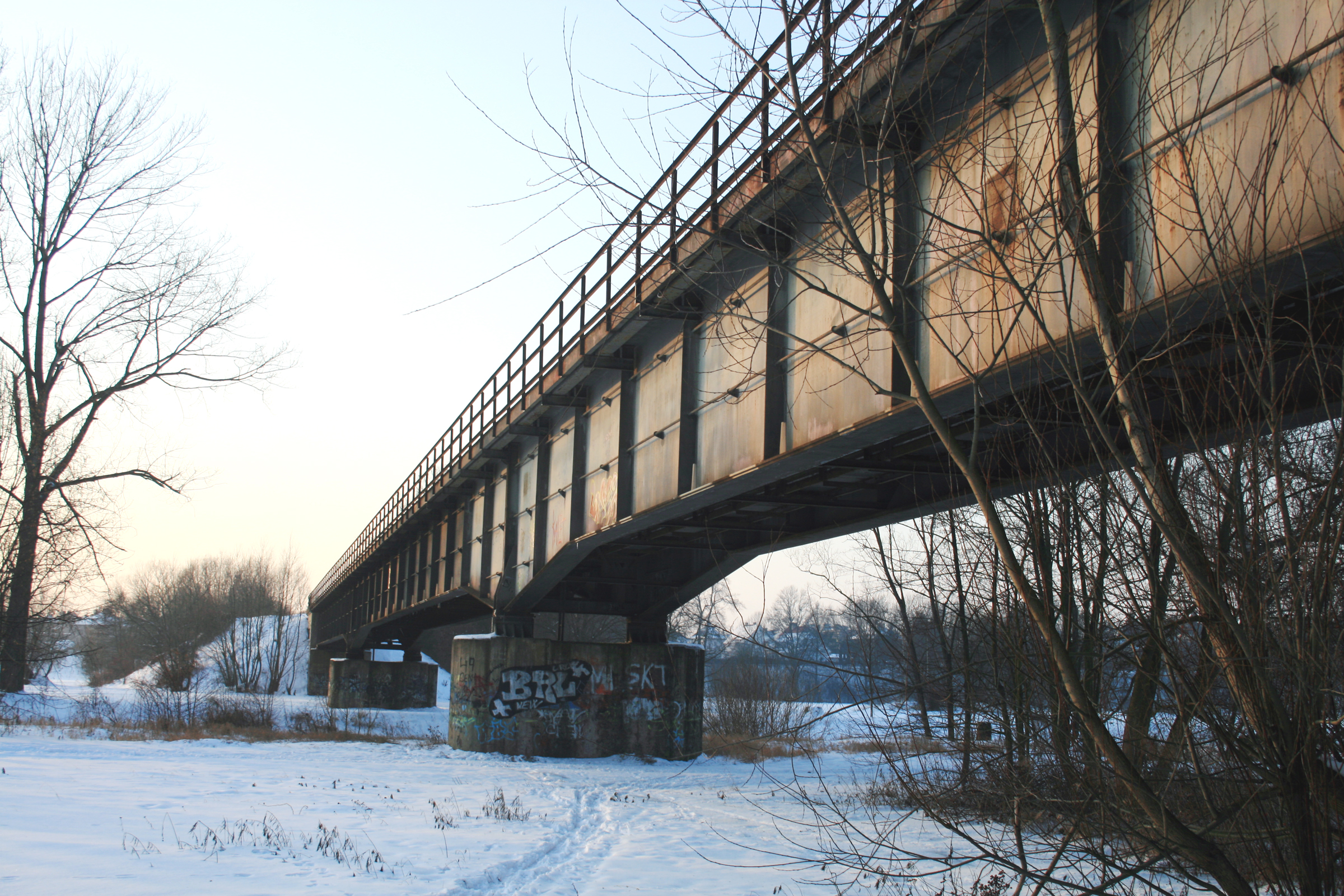
Některé součásti tratí postavených soukromými společnostmi často v bleskovém tempu měly nezřídka spíš provizorní charakter. I tento most v Jaroměři byl původně postaven ze dřeva a teprve po několika letech služby se dočkal přestavby modernější stavební technologií
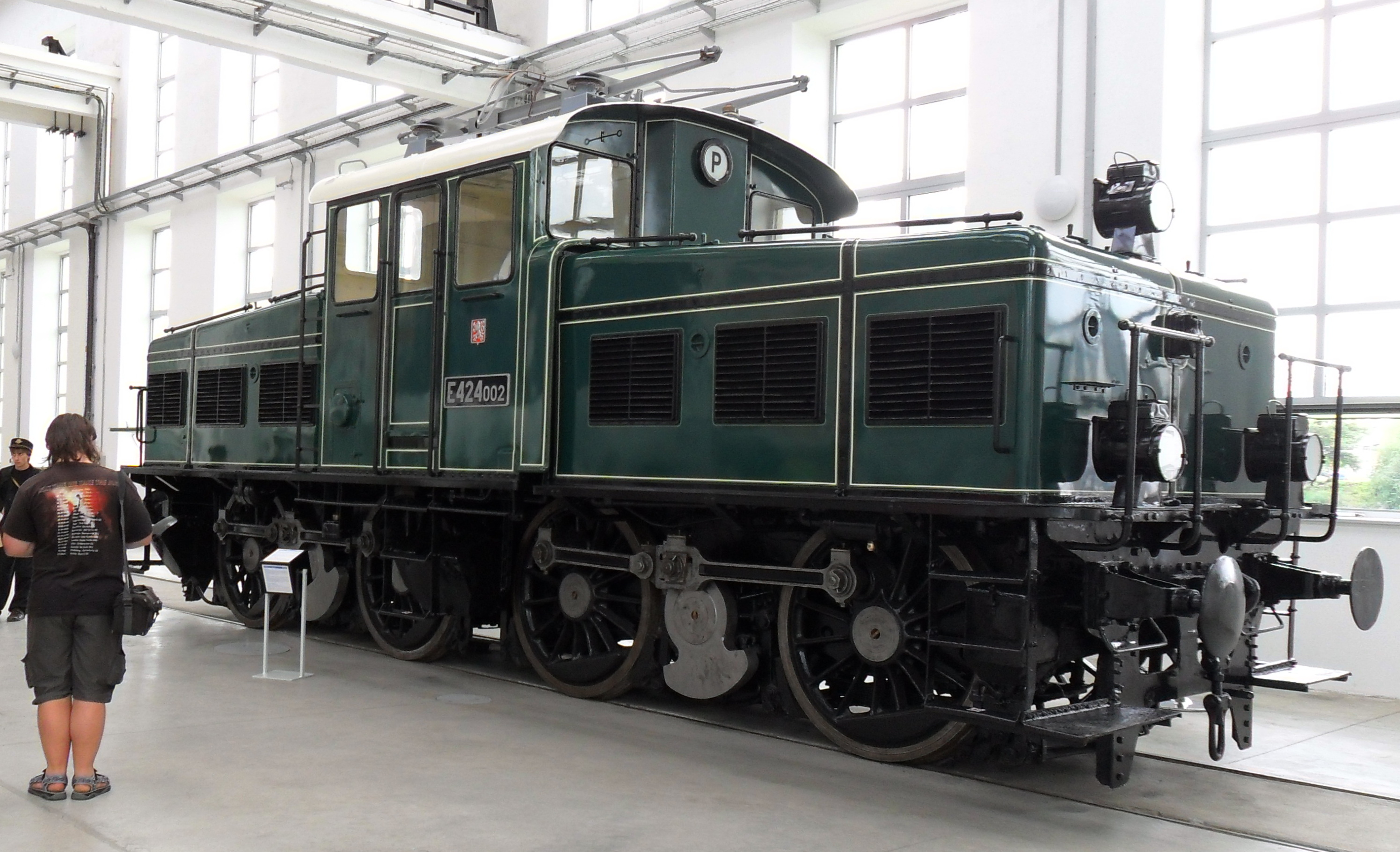
Elektrická lokomotiva od firmy Škoda z 20. let 20. století určená pro staniční posun
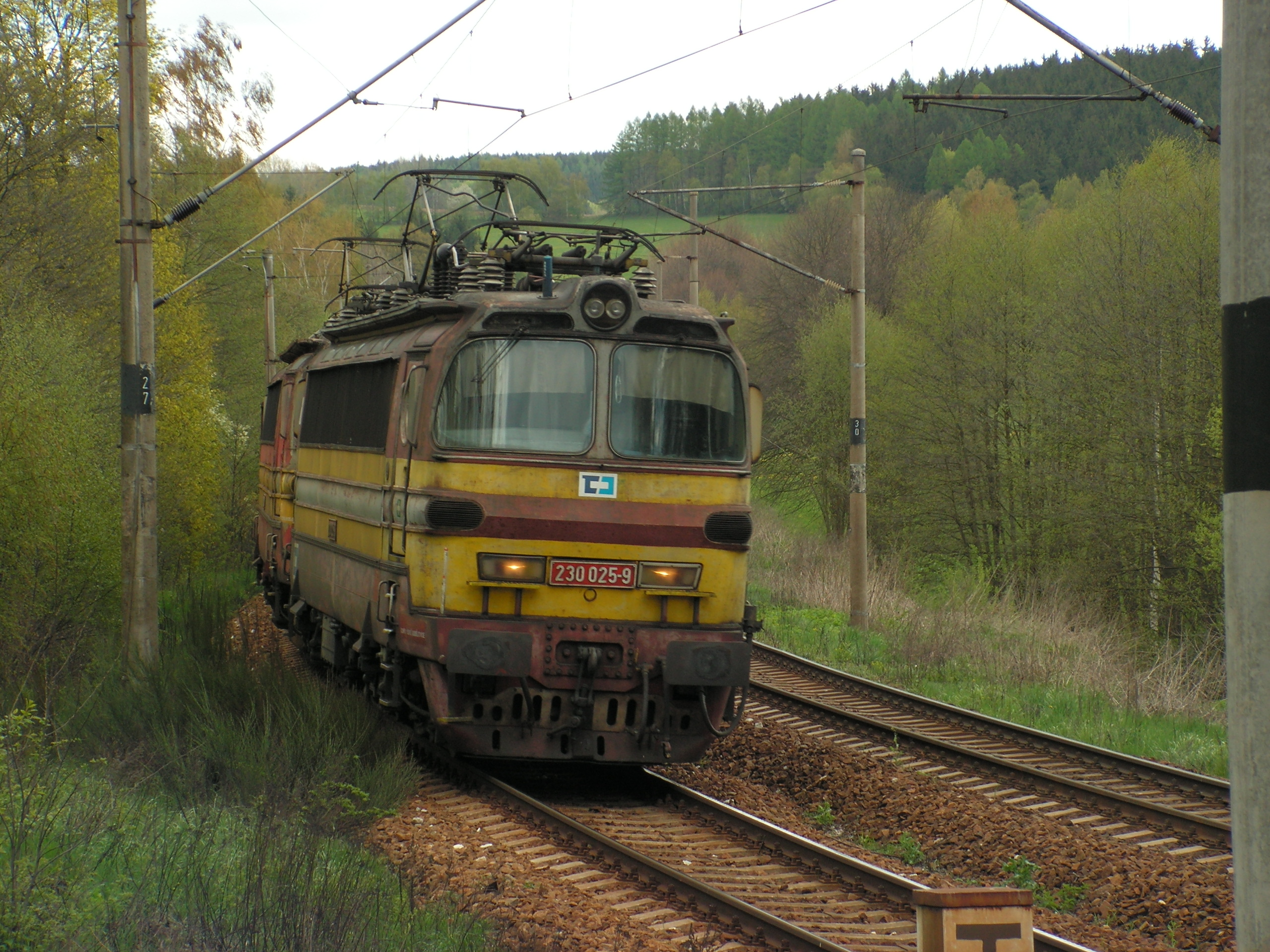
Lokomotiva řady 230 byla první sériově vyráběnou střídavou lokomotivou dodávanou na české koleje
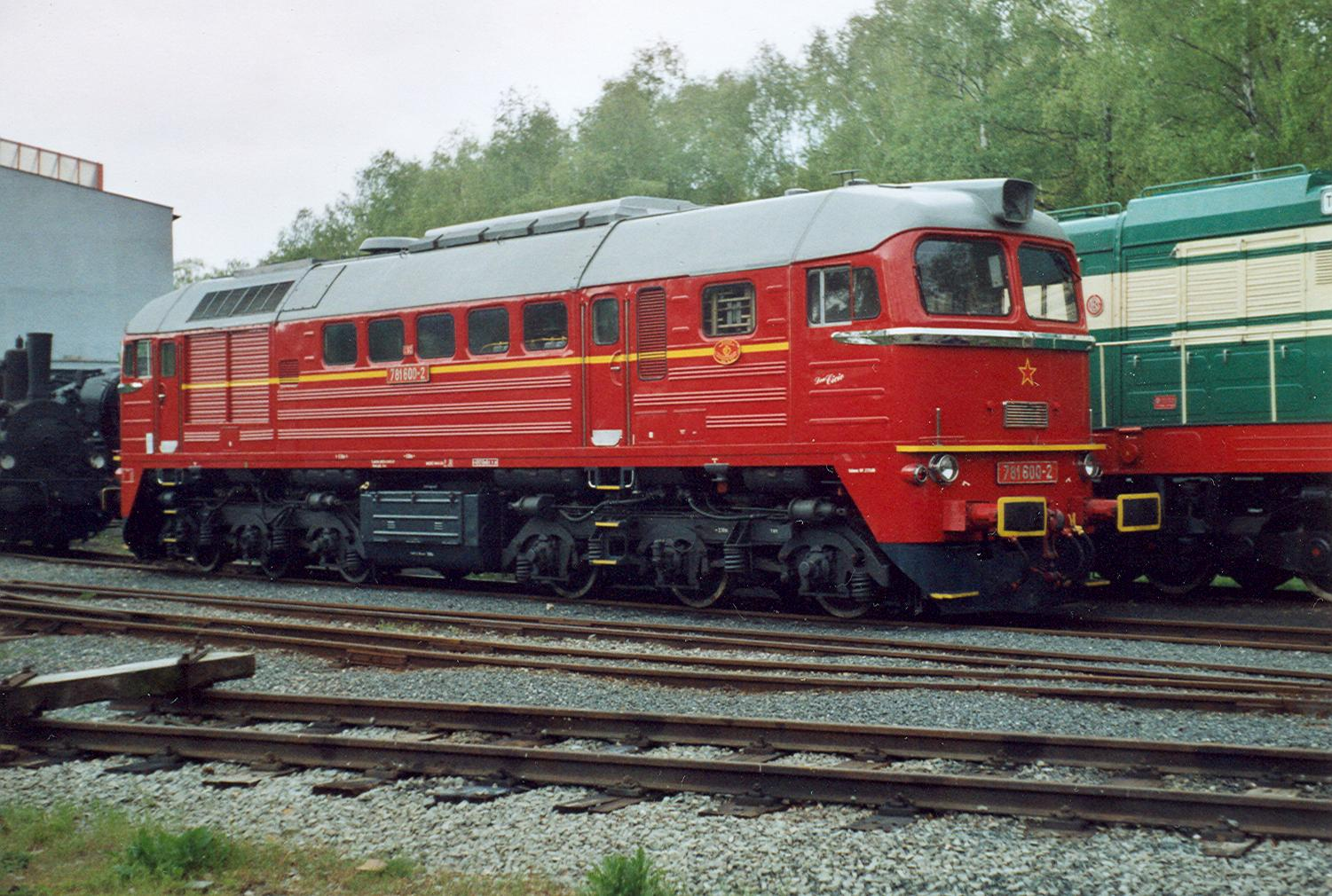
K vyřazení parní trakce z hlavních tratí hodně přispěly dvoutaktní dieselelektrické lokomotivy řady 781, jež se dovážely ze Sovětského svazu. V 90. letech se ale samy staly obětí další obměny strojového parku československých železnic
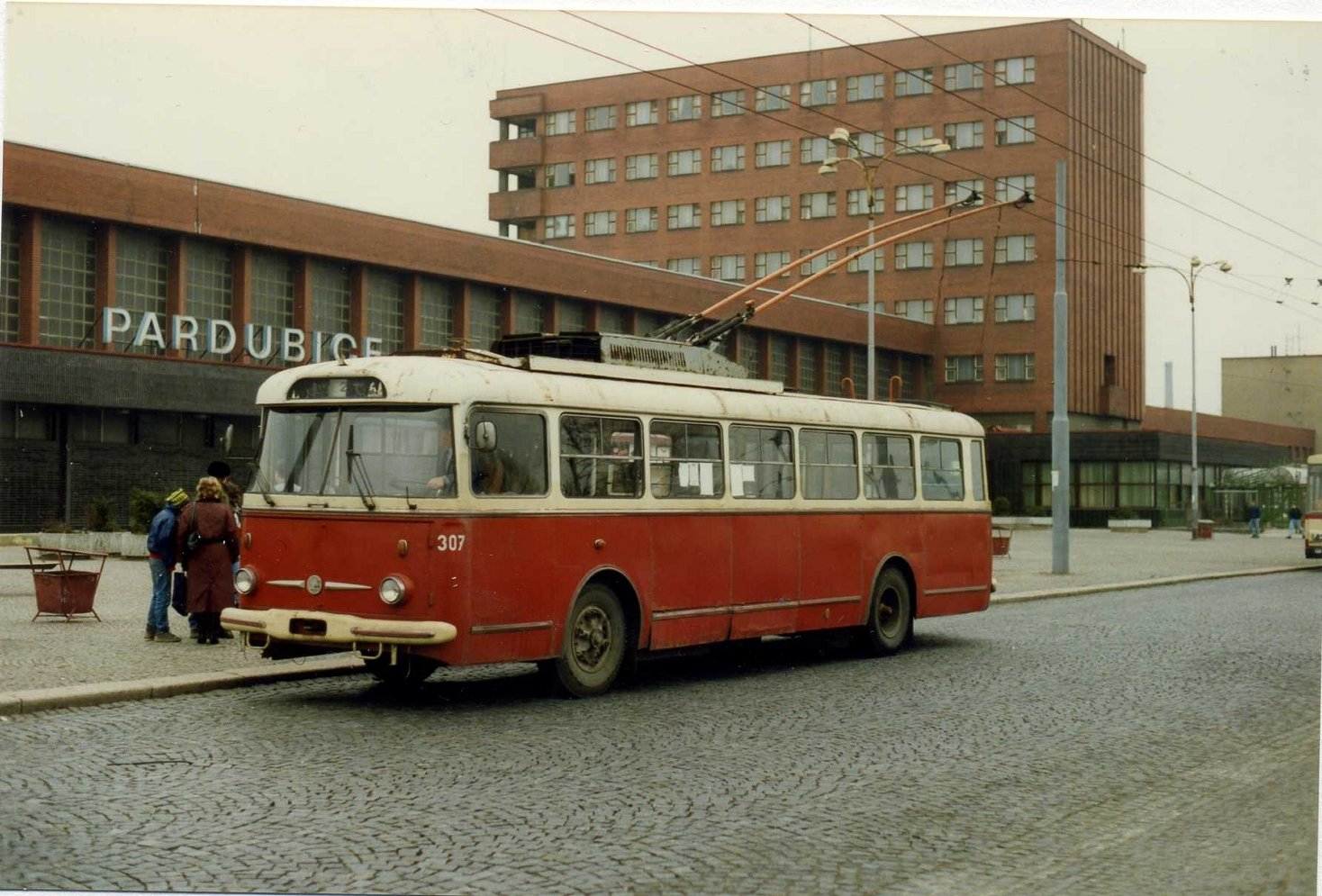
Nová budova nádraží v Pardubicích začala sloužit v roce 1958. Stará budova byla těžce poškozena leteckým náletem v roce 1944.
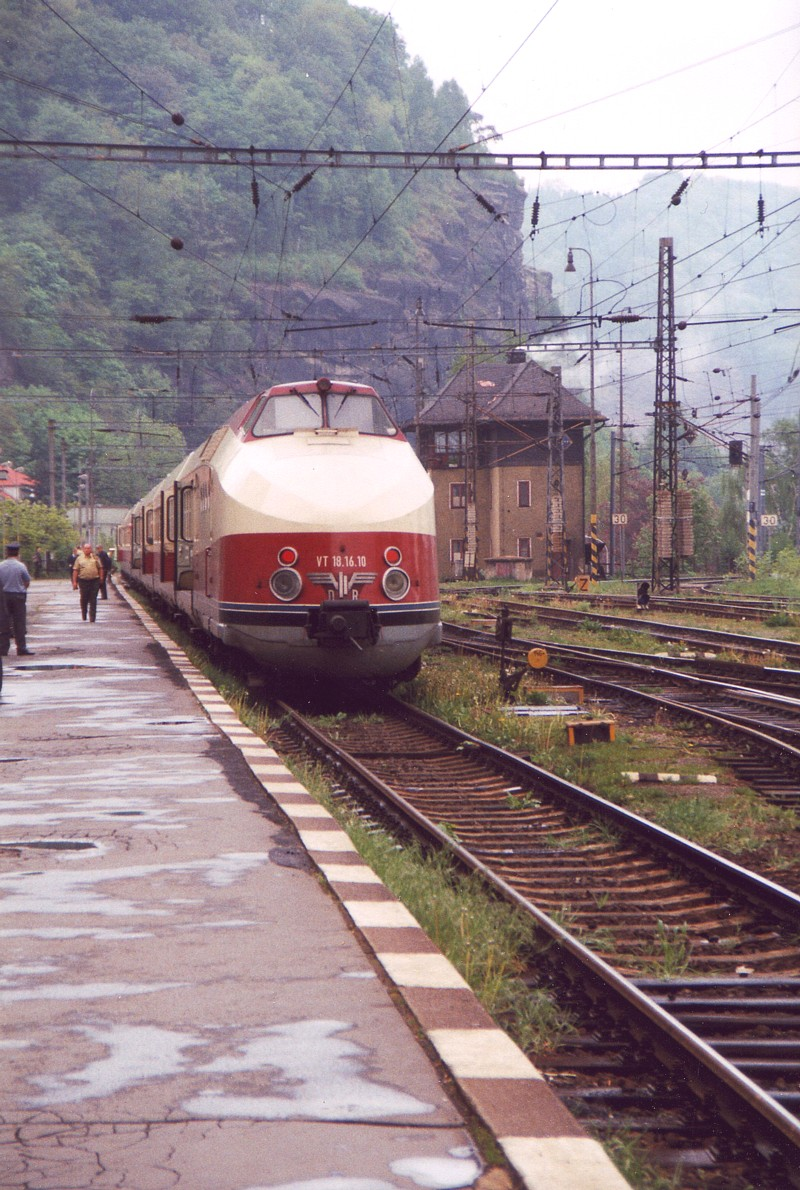
Na mezinárodních vlacích se v 50. až 70. letech objevovaly různé motorové jednotky. Tato německá jednotka zachycená v Děčíně jezdila na expresu Vindobona
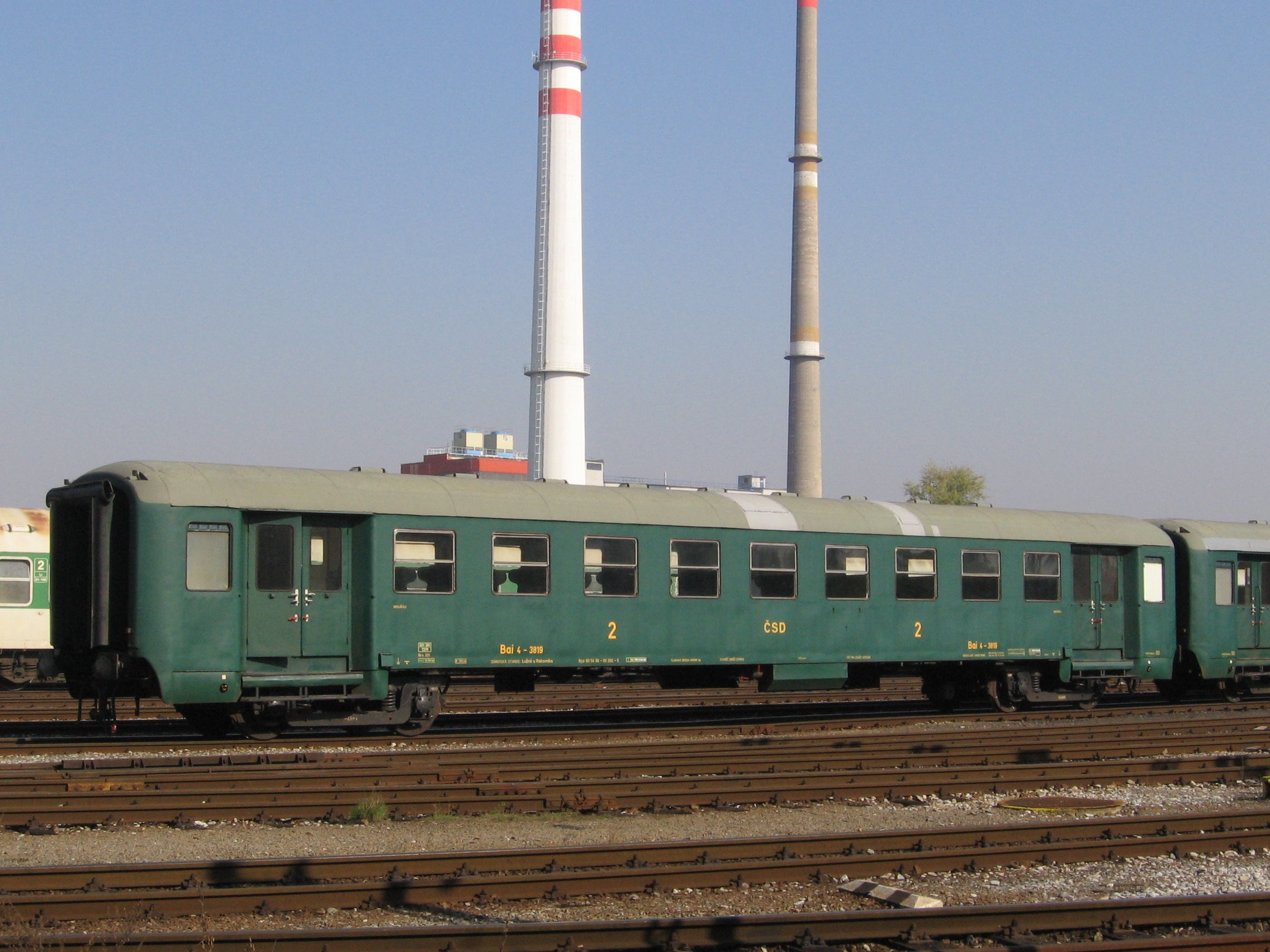
Osobní vůz Bai vyráběný v 50. letech v bývalých Ringhofferových závodech na Smíchově.

### Historické mapy evropské železniční sítě

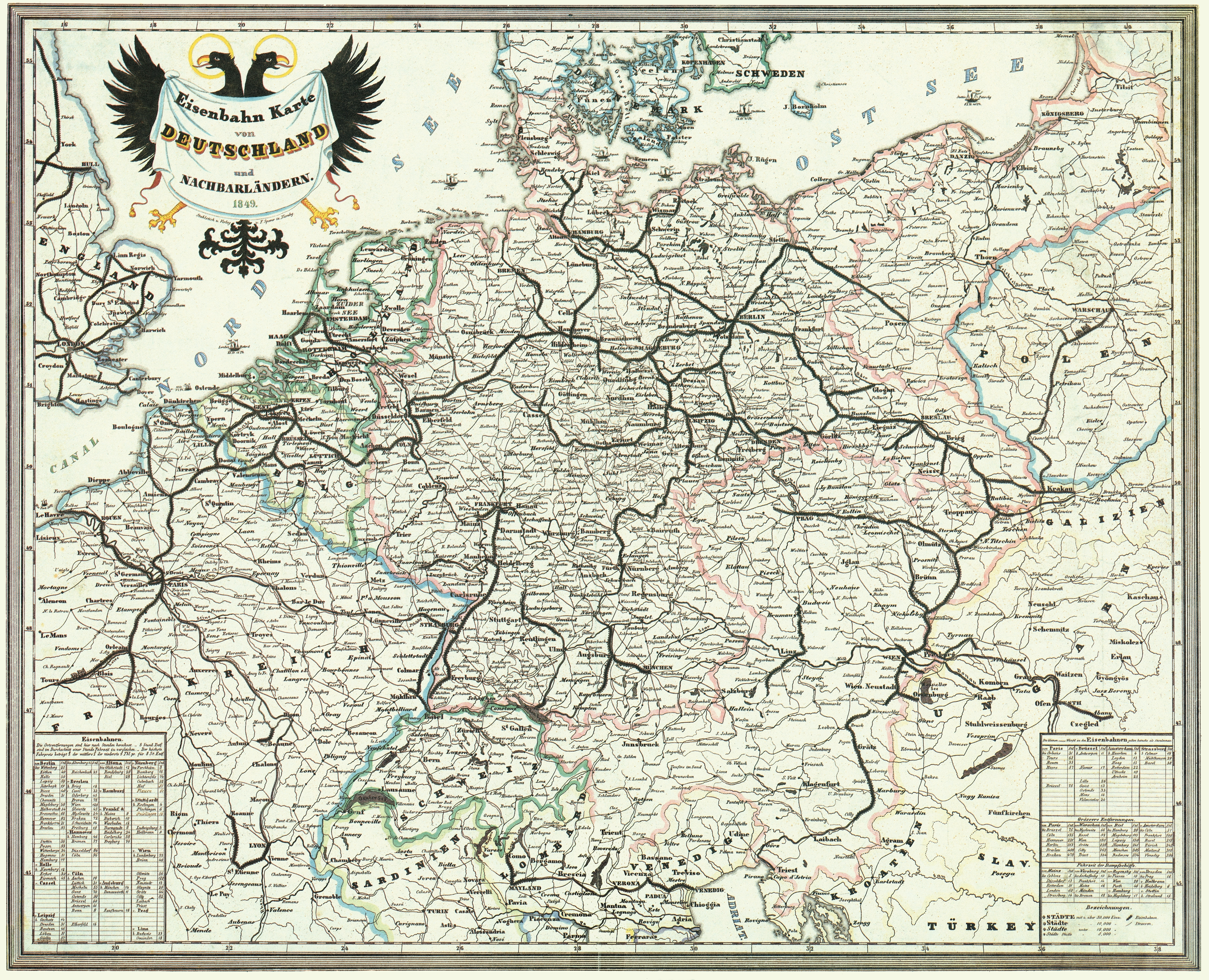
Mapa z roku 1849
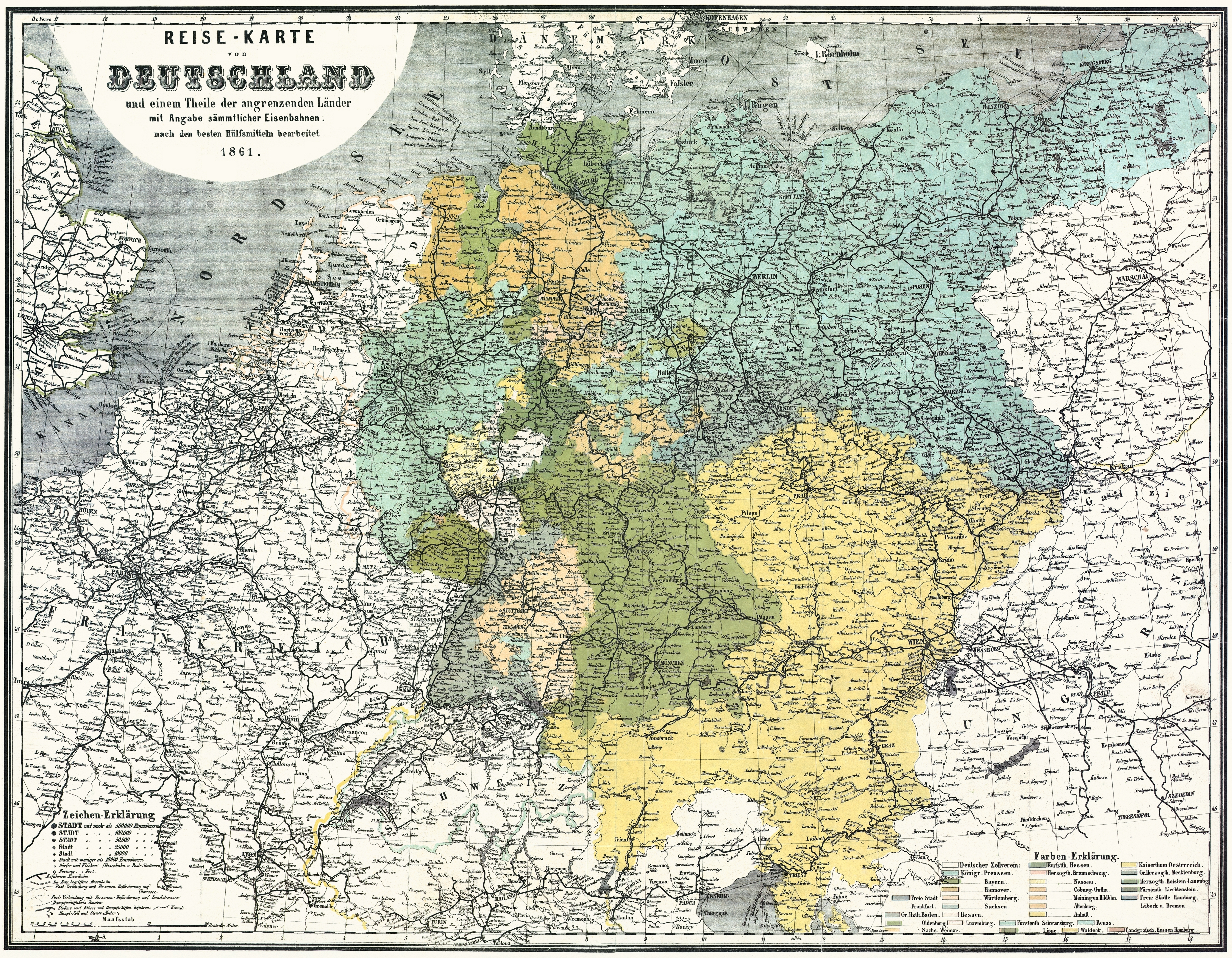
Mapa z roku 1861
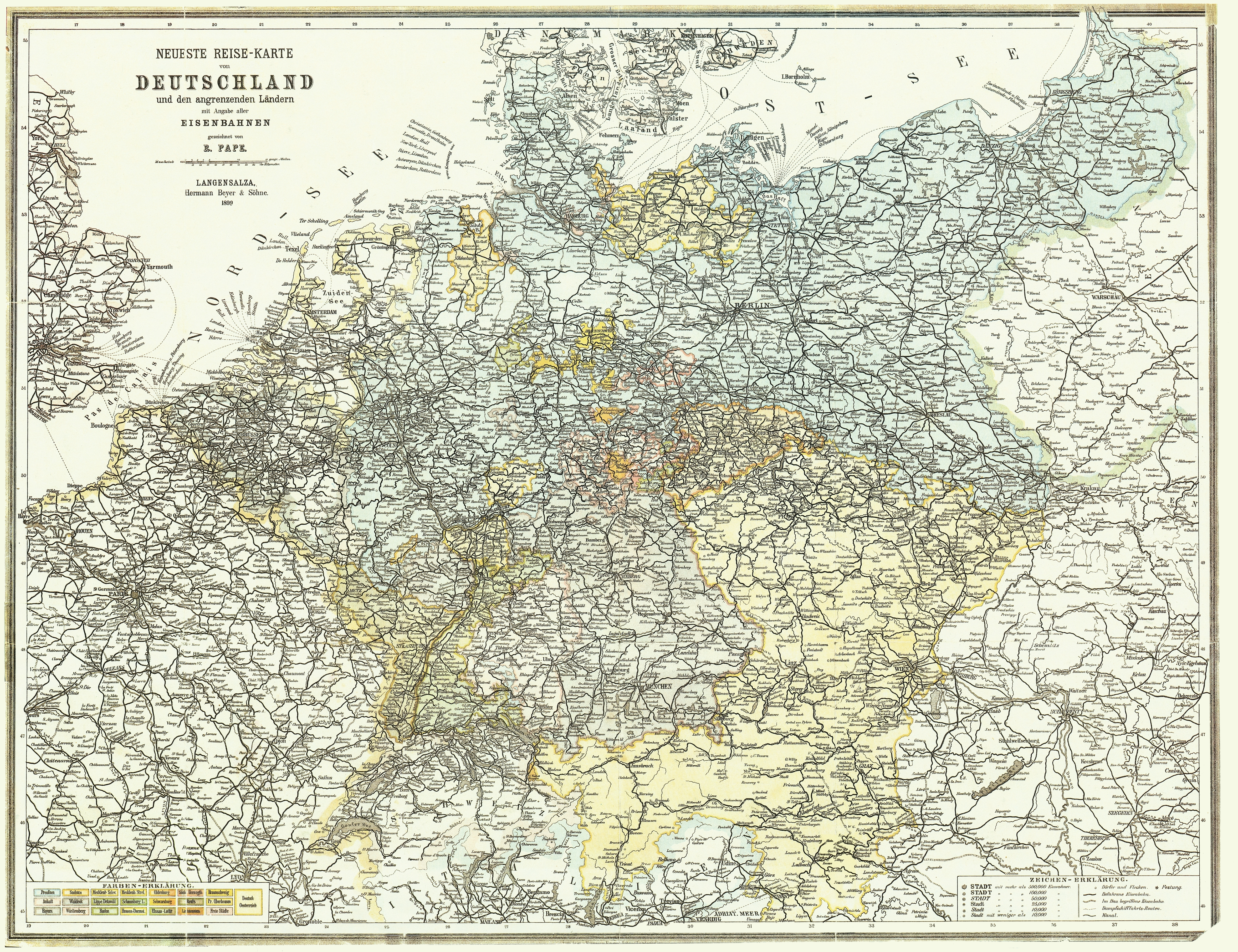
Mapa z roku 1899